# Ortona
Ortona (fino al 1938 conosciuta anche come Ortona a Mare, Urtóne in dialetto ortonese) è un comune italiano di 21 961 abitanti della provincia di Chieti in Abruzzo.
La storia antichissima della città risale al popolo dei Frentani, che usava lo scalo commerciale come principale fonte economica del territorio.
Città romana dagli inizi del III secolo a.C. fino al V secolo, fu occupata, dopo la caduta dell'Impero romano d'Occidente, prima dai Goti, poi dai Bizantini, dai Longobardi e infine dai Normanni che la incendiarono (XI secolo). Risorta in epoca sveva tornò a fiorire economicamente.
A partire dal 6 settembre 1258, la città ospitò in maniera permanente nella Cattedrale le reliquie di San Tommaso Apostolo, diventando un punto di riferimento nel campo religioso. Dopo battaglie varie con la città rivale di Lanciano, Ortona passò in mano a Jacopo Caldora che ricostruì la cinta muraria. Fu città cara a Margherita d'Austria, che vi fece costruire il Palazzo Farnese (seconda metà del XVI secolo).
Durante l'Ottocento fu rappresentata culturalmente da Francesco Paolo Tosti e Gabriele D'Annunzio. Durante la Seconda guerra mondiale Ortona diventò capo marittimo della linea Gustav, con estremo opposto a Cassino, e tra il 21-28 dicembre del 1943, con la "battaglia di Ortona" visse uno dei periodi più tristi e tragici della sua storia, con la distruzione di gran parte del centro cittadino dovuta alla guerriglia urbana tra tedeschi e canadesi.
Oggi la città è fortemente sviluppata e ricostruita: scalo marittimo principale della regione Abruzzo con il suo porto, per la presenza di varie riserve naturali marittime nonché per varie volte fregiata della Bandiera Blu.

## Geografia fisica
Ortona è situata sopra una falesia del litorale adriatico.
Il territorio di Ortona confina a nord con Francavilla al Mare, ad est con il Mare Adriatico, a sud con Frisa e San Vito e ad ovest con Tollo, Crecchio e Miglianico.
Nella classificazione sismica della protezione civile è identificata come Zona 3, cioè zona a sismicità bassa, mentre nella classificazione climatica è contrassegnata come Zona C.

## Storia

La Basilica di San Tommaso in una foto del primo '900, prima della distruzione avvenuta nel 1943

La storia di Ortona inizia nell'epoca italica, quando l'area della Frentania (attuale provincia di Chieti meridionale) era occupata dai Frentani. Ortona era il principale porto commerciale di questo popolo. I commerci erano molto fruttuosi, una delle prime fonti è proprio Strabone, che ricorda Ortona come porto dei Frentani: "Horton epineion frentanos".
Conquistata dai Romani nel I secolo a.C., Ortona crebbe sempre grazie ai commerci via mare e via terra, anche se oggi non rimane alcuna architettura romana, se non qualche traccia. Nel corso del Medioevo la città fu occupata dai Bizantini, e usata sempre come porto commerciale; reperti si trovano nel Museo dell'Abruzzo Bizantino Altomedievale di Crecchio, nel VI secolo d.C., durante l'occupazione bizantina, nacque anche la prima sede della diocesi, citata da papa Gregorio Magno, anche se la cattedrale attuale verrà riedificata nell'XI secolo, dopo che nel 1075 Ortona viene occupata dai Normanni, e sottratta al controllo dei conti di Chieti.
La città riprende un ruolo centrale nell'economia marittima grazie a Federico II di Svevia e Carlo I d'Angiò, quando concedono dei benefici per le imposizioni sul porto, tanto che presto Ortona arriva ad essere il primo porto degli Abruzzi. Nel 1258 arrivano in città le reliquie di San Tommaso Apostolo, portate dalla Grecia dal capitano Leone Acciaiuoli, facendo aumentare di prestigio la città. In questi anni si iniziano anche delle controversie politiche ed economiche con la vicina città di Lanciano, altra realtà a forte vocazione commerciale, molto cara ai sovrani di Napoli e ai mercanti veneziani, tanto che nel 1427 scoppiò una vera e propria guerra, ragione per cui dovette intervenire San Giovanni da Capestrano, che siglò il lodo di pace nella cattedrale.
Ortona dalla metà del XV secolo, rendendosi invisa ai sovrani aragonesi, subendo anche un attacco veneziano perché troppo potente nei commerci del porto, viene infeudata sotto il viceré spagnoli. Nel 1566 subisce un grave attacco turco, in una serie di scorrerie che minacciarono le coste abruzzesi, infine nel 1584 viene infeudata alla duchessa Margherita d'Austria, figlia di re Carlo V di Spagna e moglie di Ottavio Farnese marchese di Sulmona. Nel XVII secolo avviene nuovamente una stagnazione economica, Ortona rientra nel corso degli eventi storici soltanto nel 1799, quando nell'ambito delle rivoluzioni francesi contro la monarchia borbonica, proclama il governo liberale, e il 18 febbraio 1799 Ortona viene sottoposta a duro assedio dai generali francesi, mossisi da Pescara quartier generale, per riportare l'ordine nelle città occupate e ribelli.
Ortona nel XIX secolo torna ad essere una realtà commerciale con i moderni mezzi di organizzazione portuale e commerciale, diventa anche cenacolo culturale grazie alle personalità di Francesco Paolo Tosti, Francesco Paolo Michetti, Gabriele D'Annunzio e Basilio Cascella. Nel 1943 Ortona viene sconvolta dall'occupazione nazista, ancor più dalla tremenda battaglia durata una settimana dal 20 al 28 dicembre 1943, che ingaggiano nazisti e canadesi alleati per liberarla, dato che la città è il capo orientale della linea Gustav, che attraversa l'Italia fino a Cassino. La città è quasi rasa al suolo, e solo negli anni '60 vede una ripresa economica con lo sviluppo della viticoltura, dell'industria e del turismo estivo.

## Monumenti e luoghi d'interesse

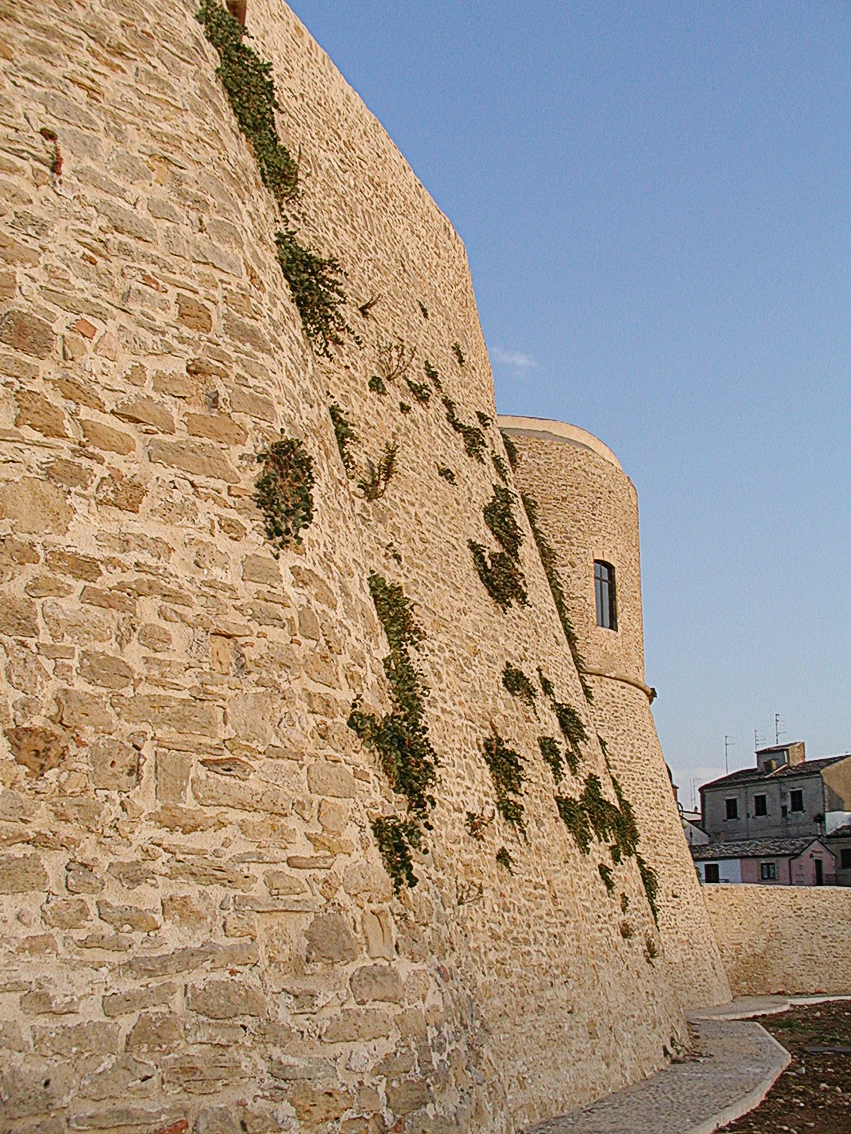
Mura del castello aragonese

Ortona è divisa in due rioni storici: Terravecchia e Terranova. La prima porzione è quella più antica formatasi sull'antico abitato italico-romano che aveva l'acropoli presso l'area del Castello Aragonese, e le mura terminanti in Largo Farnese, ossia presso la piazza municipale. Centro delle attività marinare, Terravecchia si è sviluppata nel XII-XIV secolo tra l'area della Cattedrale di San Tommaso Apostolo (1127) il castello aragonese (1452 ca.) e il Palazzo Farnese (1584). La porzione più antica del rione è quella compresa tra Largo Castello, il parco Ciavocco e Corso Matteotti con gli angiporti medievali di vico Bonelli che conducono a Torre Baglioni. La zona compresa tra Corso Matteotti e la Passeggiata Orientale è di periodo tardo medievale, la zona di via Acciauoli è del XVI-XVII secolo con i palazzi de Benedictis, la cisterna, la scalinata dei pescatori, poi il Palazzo Corvo del XVII secolo, casa natale del compositore Francesco Paolo Tosti, Palazzo Menè del XVIII secolo, Palazzo Colangelo con cortile interno, Palazzo Mignotti del XVII secolo, il palazzo Grilli De Sanctis del XVII secolo con i balconi a ferro battuto, Palazzo Pugliesi. Sulla Piazza San Tommaso con la cattedrale si affacciano il Palazzo Rosica De Sanctis della metà XVII secolo, il Palazzo Mancini De Sanctis Riccardi dove nel 1586 morì Margherita d'Austria, interessante perché ricavato da un torrione medievale chiamato Torre Riccardi, l'ex convento agostiniano di San Domenico, poi biblioteca diocesana, il Palazzo Vescovile del 1770 e il duecentesco campanile dell'ex convento di San Francesco in Piazza Risorgimento. L'ex convento è in parte riconoscibile nel Palazzo de Benedictis, dove nacque Luisa, madre di Gabriele D'Annunzio, che conserva il cortile con chiostro interno.

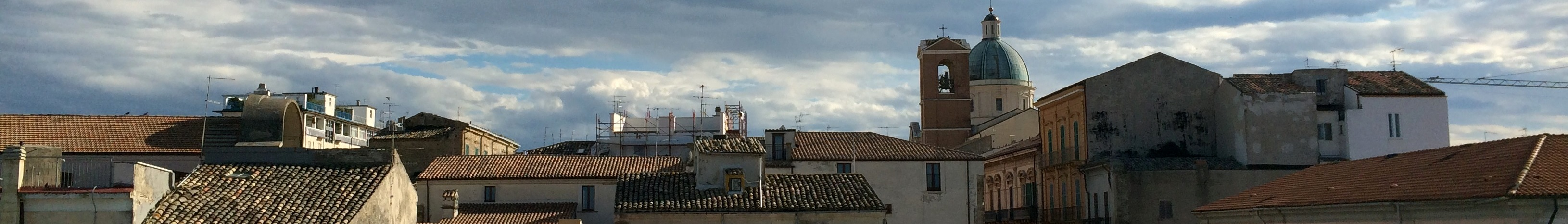
Veduta del corso Matteotti, zona Terravecchia, dal castello aragonese

Il secondo rione di Terranova si è sviluppata sul perimetro interno delle mura di Jacopo Caldora, che partivano da Porta Caldari e terminavano in Largo Farnese, attraversando Corso Vittorio Emanuele. La zona era prevalentemente campestre, con orti di proprietà delle monache di Santa Caterina e dei frati Cappuccini di Santa Maria delle Grazie. Con l'afflusso di nuovi mercanti, nel periodo del viceregno spagnolo, ancora oggi sono testimonianza valida i palazzi dei Verratti (XVII secolo), dei Licini, dei de Lectis, dei Berardi (1702), dei Petroni, dei Lavalle-Castiglione (XVIII secolo), dei de Fabritiis, dei Mazzoccone (1870), dei baroni Bernardi. Prima del 1943 lungo il corso sopravviveva anche la cappella di San Biagio in stile neoclassico. Nel secondo dopoguerra si svilupparono altri quartieri, quello del Carmine a nord presso l'antica Porta Bucciaria, o del Carmine appunto, poi verso contrada Costantinopoli sul colle che si affaccia sul mare a sud-est.
Questo quartiere si popolò soprattutto nell'immediato dopoguerra: al fine di ospitare la popolazione della città distrutta furono realizzate casette a basso costo, che costituiscono il rione di San Giuseppe, attraversato dal viale della Libertà. Altra zona storica, benché compromessa dall'espansione edilizia, era la Giudecca, il rione degli ebrei che si trova nella zona parallela il corso Vittorio Emanuele ad ovest, dove si trova la chiesa del Sacro Cuore. Di questo tracciato murario del Caldora, del rione Terranova, resta il toponimo di Piazza Porta Caldari all'ingresso del corso, e il bastione fortificato dai via Dommarco, con castello.

### Architetture religiose

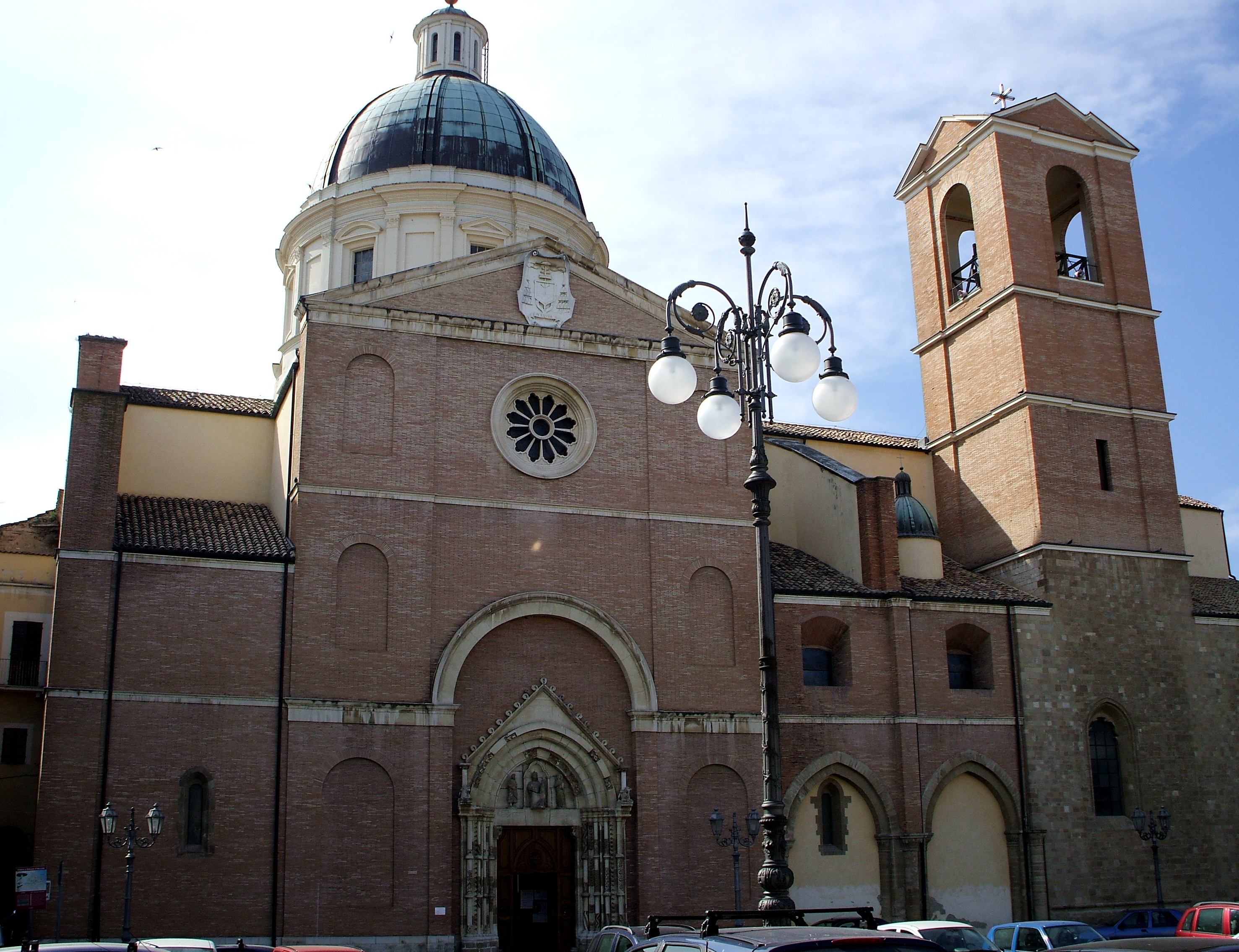
La concattedrale di San Tommaso Apostolo custodisce le reliquie dell'Apostolo.

#### Basilica Concattedrale di San Tommaso Apostolo
La chiesa fu costruita nel IX secolo, ma danneggiata dai Normanni nell'XI, quando era dedicata a Santa Maria Regina degli Angeli. Ricostruita completamente nel XII secolo, nel 1258 ospitò le reliquie autentiche di San Tommaso, riportate dall'isola di Chio da Leone Acciaiuoli. La cattedrale fu devastata da un terremoto del XV secolo, e ricostruita sotto forma barocca, tranne il portale del Trecento. La cattedrale, danneggiata ancora nel 1799 dai francesi, fu gravemente danneggiata nel 1943 durante la battaglia di Ortona, e ricostruita in aspetto pseudo-neoclassico per quanto riguarda la facciata, rimontando il portale di Nicola Mancino e ricostruendo l'interno nella matrice barocca. La chiesa ha un impianto semi-longitudinale a pianta a croce greca allungata verso il presbiterio e la cripta, con la facciata su Piazza San Tommaso, decorata dal portale rimontato in stile gotico, con lunetta ornata dal gruppo di San Tommaso tra santi, incastonata tra profonde strombature e ghimberga a gattoni; un secondo portale si trova su vico dell'Orologio, dove si trovava la torre fortificata che fungeva anche da faro della città, distrutta nel 1943; e questo è il meglio conservato dell'epoca medievale, con profonde e ornate strombature. Il cupolone è più slanciato rispetto all'originario, poggiante su quattro pilastri all'interno della chiesa, e consta di un tamburo possente con finestre, e della calotta circolare con lanterna soprastante. Il campanile è una torre in mattoni rossi, edificata abbattendo il vecchio campanile sopravvissuto al 1943, che aveva impianto rettangolare con snelle arcate.
Al suo interno, oltre alla cripta delle reliquie, vi è il Museo Diocesano, dove sono raccolti molti pregevoli dipinti e sculture sacre, facenti parte della storia ortonese. La chiesa è quasi prevalentemente ricostruita e sopravvive di storico soltanto la cappella del sacramento dell'Ultima Cena, con importanti fregi e bassorilievi barocchi. Le cappelle in tutto sono quattro, e la seconda di maggior importanza è quella di San Tommaso, dove si trova il busto argentato, restaurata ampiamente, con mosaici e affreschi di Tommaso Cascella. Il Cascella ridipinse anche gli affreschi dell'interno della calotta cupolare e dei pennacchi angolari, con disegni allegorici, eccettuato il pennacchio con l'affresco barocco. Dipinse anche gli affreschi dell'abside semicircolare, con simboli massonici. La cripta che si trova sotto l'altare è moderna, in cemento armato, e custodisce le spoglie di San Tommaso.

#### Ex-chiesa della Santissima Trinità

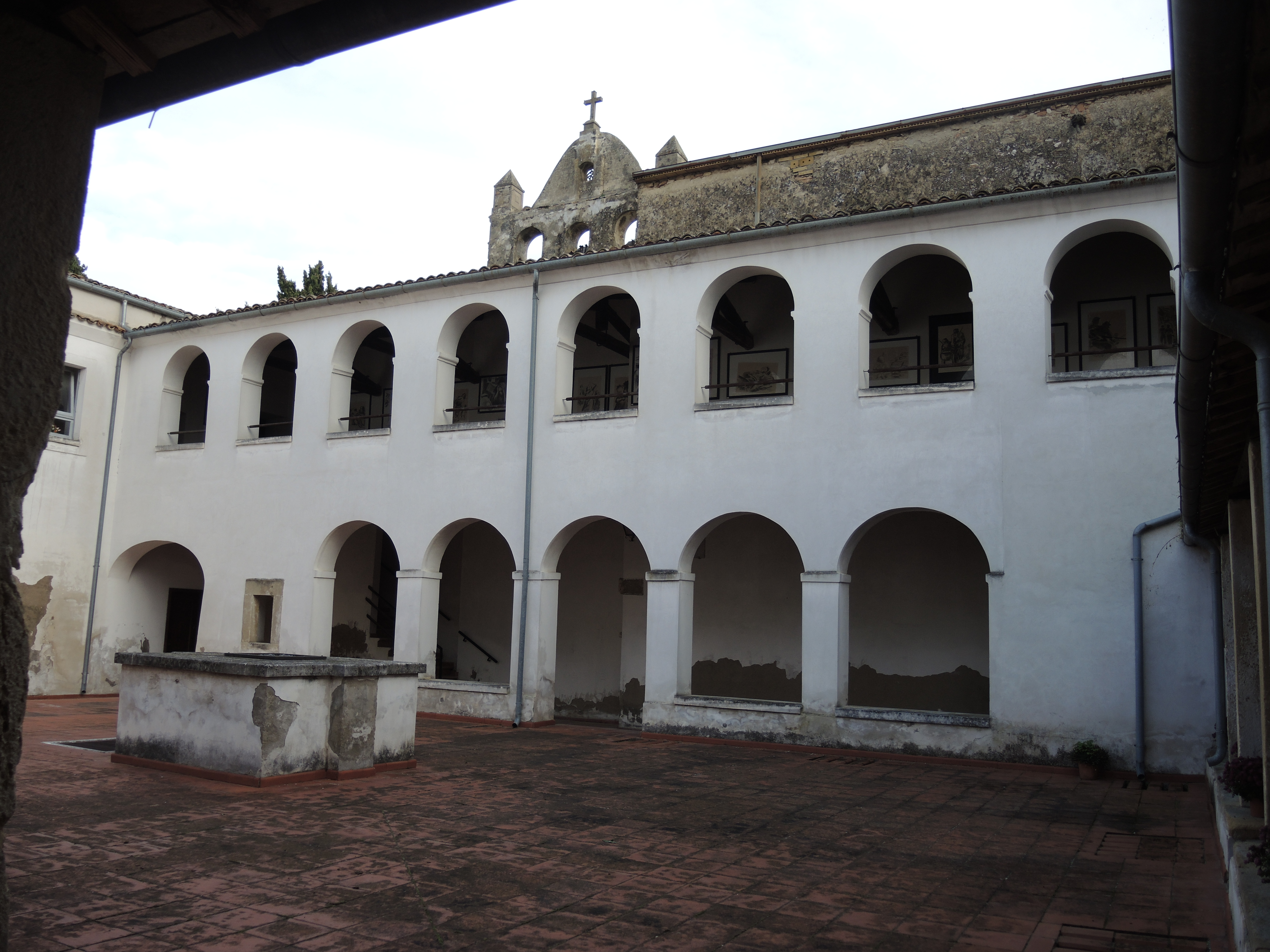
Chiostro interno della chiesa della Trinità

Si trova all'ingresso del cimitero comunale nei pressi di via Roma. Fu eretta nel XVI secolo insieme all'ex convento dei Cappuccini, e conserva perfettamente l'aspetto barocco. La facciata spoglia è preceduta da un portico ad arcate, che si collega internamente al chiostro del monastero Cappuccini, che ha impianto quadrato, con chiostro ad arcate a tutto sesto, a due livelli, e pozzo centrale. Il portale della chiesa è datato 1626, l'interno ha impianto lineare a navata unica con tre cappelle sulla sinistra, un altare maggiore in legno lavorata con tabernacolo, che ospitava le tele del pittore teatino Giovanni Battista Spinelli con Incoronazione della Vergine, oggi ospitata nel museo diocesano. Il tabernacolo è stata realizzato dai cappuccini Maragoni, l'altare è del padre guardiano Giuseppe d'Ascoli (1745).

#### Chiesa parrocchiale di Nostra Signora di Costantinopoli
Si trova tra via don Bosco e via Costantinopoli, nella parte moderna a sud-est di Ortona, del viale della Libertà. Benché non si direbbe, a causa dei corposi restauri del post 1943, la chiesa risale alla fondazione dei monaci Celestini, che edificarono la chiesa con annesso convento in stile romanico. La chiesa si trovava isolata in una zona di uliveti, venne saccheggiata dai turchi nel 1566 e rifatta nel XVII secolo. Durante la seconda guerra mondiale, il refettorio del convento ospitò i tedeschi durante la cena di Natale, e fu oggetto di attacco dei canadesi con bombe incendiarie. Restaurata successivamente, la facciata è stata riportata allo stile romanico, anche se di originale resta solo il portale goticheggiante ad arco a sesto acuto, mentre l'interno a navata unica è stato ugualmente ampiamente restaurato e di originale resta un affresco della Madonna col Bambino d'ispirazione bizantina, dunque del XIII secolo, mentre di pregio è una tela di Giambattista Rusticone del 1583 dell'Annunciazione alla Vergine. Anche il convento annesso è stato ampiamente rifatto ed è la sede dell'Opera salesiana Don Bosco.

#### Chiesa di Santa Caterina d'Alessandria

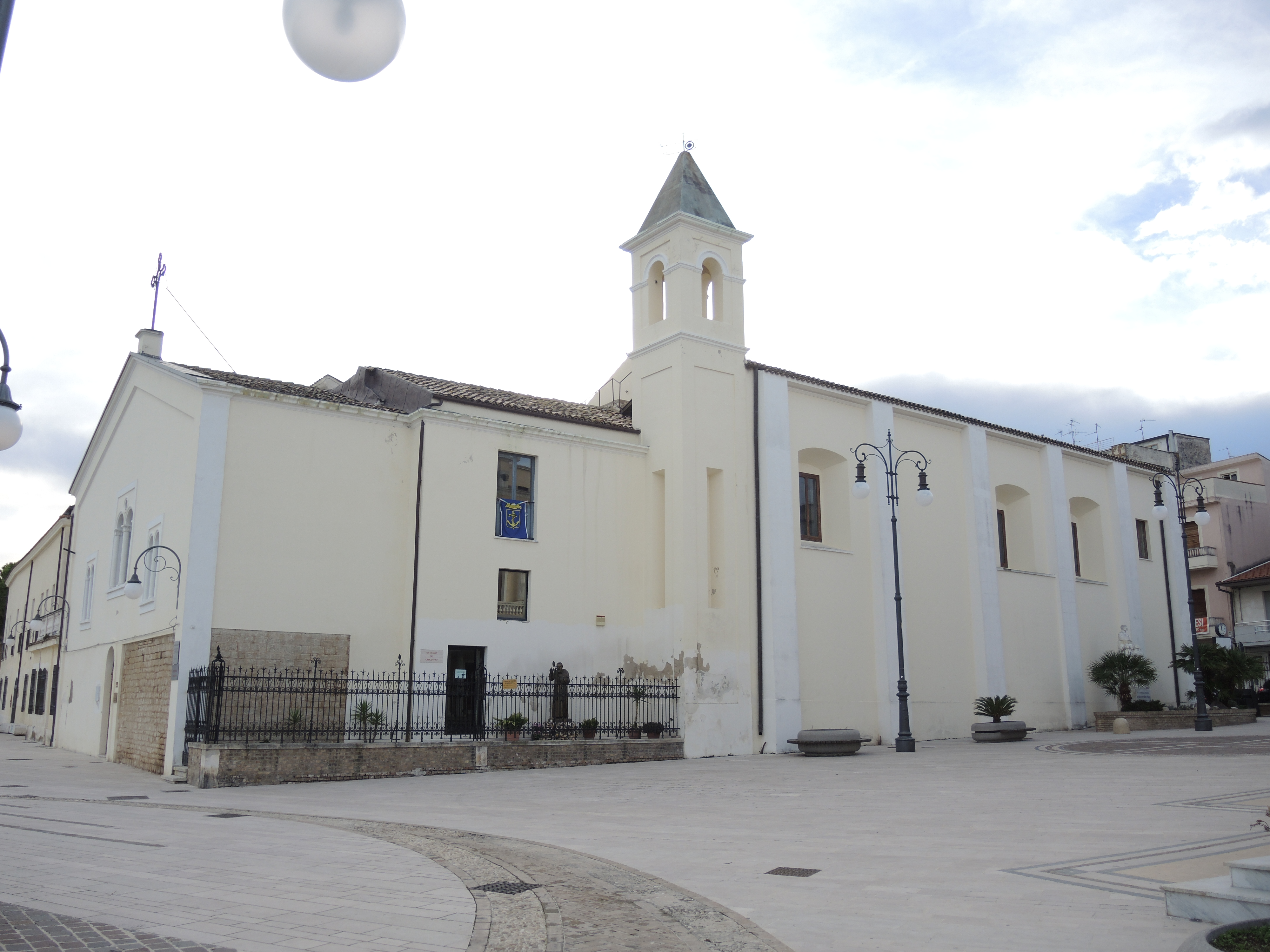
Prospetto della chiesa da Piazza Teatro

Si trova nel centro, tra via Garibaldi e Piazza Teatro, ed è una delle più conservate della città dopo i danni del 1943. Il monastero di Sant'Anna delle benedettine femmine, con la chiesa di Santa Caterina, fu fondato intorno al 1324, e ospitò le monache cistercensi che condividevano la chiesa di Santa Maria di Costantinopoli fuori le mura con i Celestini. Dunque la fondazione è profondamente legata all'operato del frate Pietro da Morrone, poi papa Celestino V, che fondò anche il monastero dei maschi di Santo Spirito nel 1293, il monastero di Sant'Anna e Santa Caterina nei primi tempi era indissolubilmente legato alle vicende dei Celestini. La chiesa di Santa Caterina venne poi ampliata dall'antica cappella nel XVII secolo, come dimostra l'architettura a stucchi e pennacchi dell'interno. Un medaglione dipinto sulla parete che sovrasta il portone antico romanico mostra il chiaro stemma dei Celestini con la croce sormontata dal serpente.

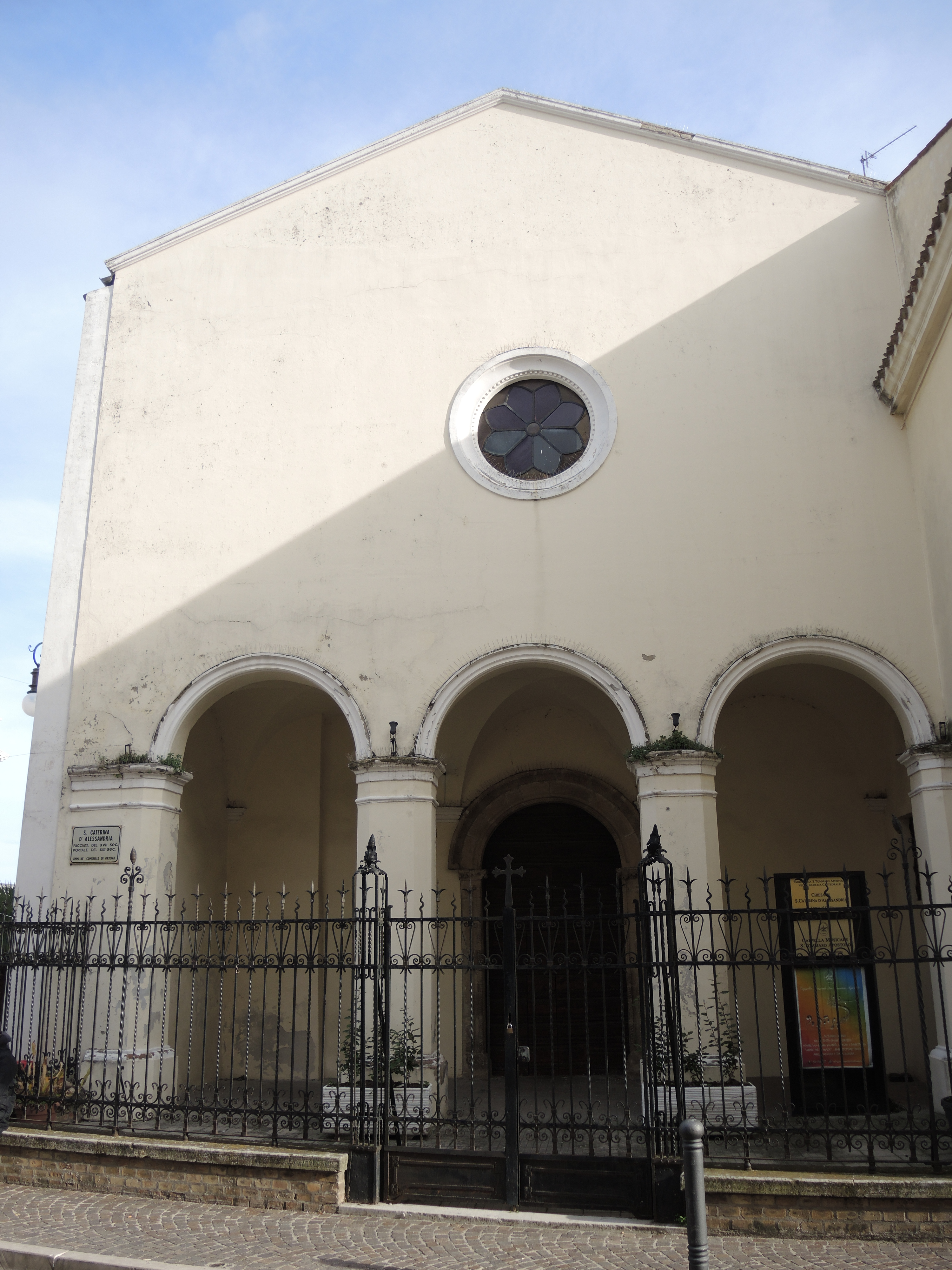
La facciata con portale romanico

Il monastero fu molto florido a Ortona, e prima delle costruzioni del XVIII-XIX secolo, si trovava cinto dalle mura di Giacomo Caldora, e possedeva vari orti, l'apogeo delle rendite ci fu nel 1751, con possedimenti anche nella villa di Caldari. Negli anni successivi, a causa di crisi della città e di sommosse, come quella del 1799, e poi con le leggi francesi e piemontesi del 1855, il convento fu soppresso, vi venne istituita la Casa del Fascio, e nel 1943 fu danneggiato. Nei primi anni 2000 è stata allestita la mostra permanente del MUBA, il Museo della Battaglia di Ortona, mentre nella chiesa di Santa Caterina continuò a essere officiata, insieme all'oratorio annesso del Crocifisso Miracoloso, la cui facciata è sulla passeggiata "Francesco Paolo Tosti".
La chiesa ha impianto rettangolare con l'annesso convento che si affaccia sul giardino pubblico e su via Garibaldi, il portale principale della chiesa è del XII-XIII secolo, appartenente alla cappella che stava prima della fondazione del monastero, mentre il portico a nartece è barocco, così come l'interno a navata unica, con volta a botte lunettata. Alcune tele, specialmente del pittore Spinelli, sono state conservate nel museo diocesano, e tra queste d'interesse c'è Santa Caterina in estasi. Il pavimento è in cemento decorato, la zona del presbiterio ha balaustra in marmo, l'altare è marmoreo come il tabernacolo, presso le pareti laterali ci sono nicchie con cappelline. L'oratorio del Crocifisso ha aspetto quattrocentesco, con volte a crociera e muratura esterna in mattone a vista. Vi si trova l'affresco del XV secolo della Crocifissione, molto famoso perché il 23 giugno 1566 il costato del Cristo avrebbe grondato sangue, testimoniando che di lì a poco, con l'invasione turca del 1566, il monastero di Sant'Anna sarebbe rimasto inviolato.

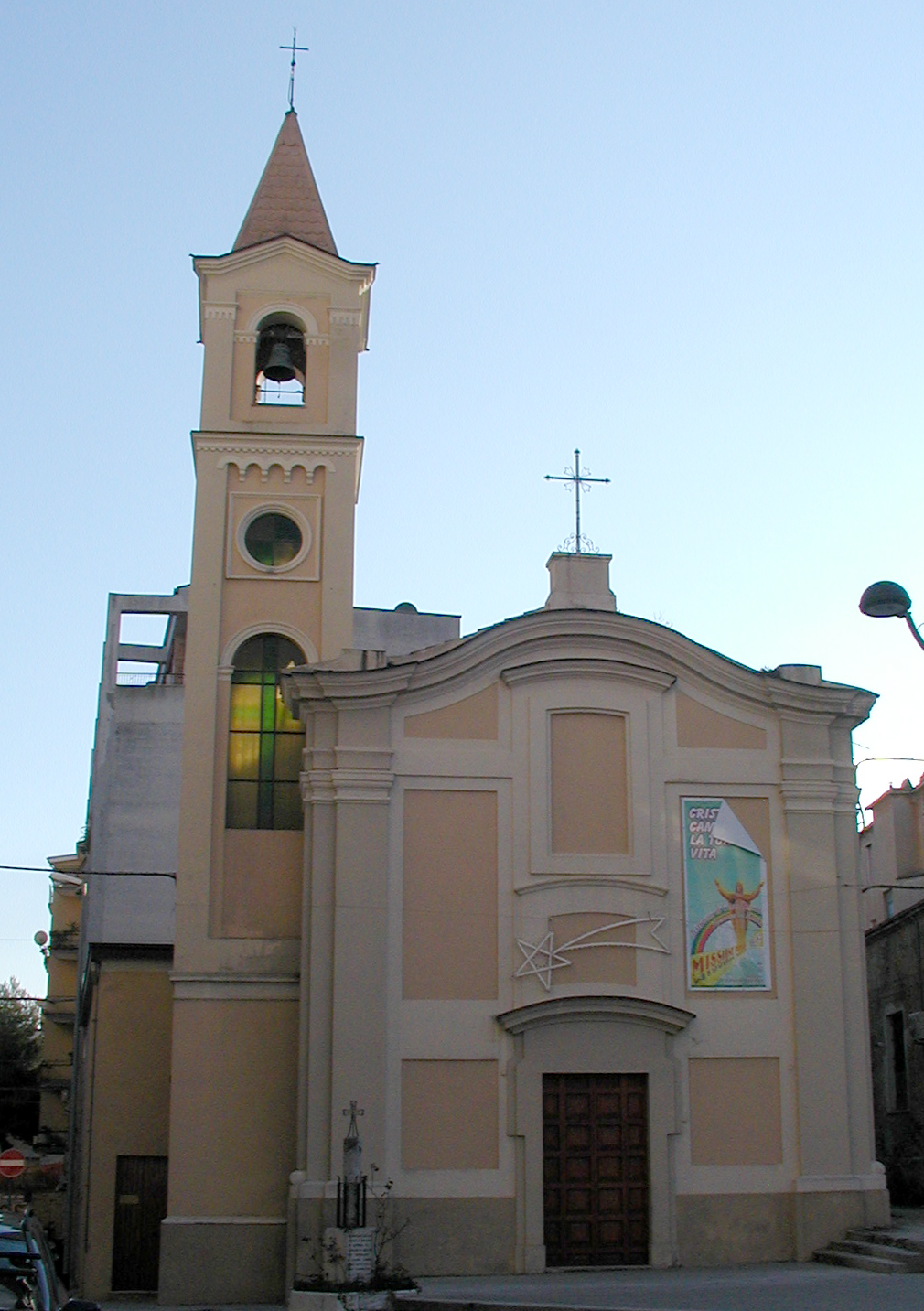
La chiesa di San Rocco

#### Chiesa di San Rocco

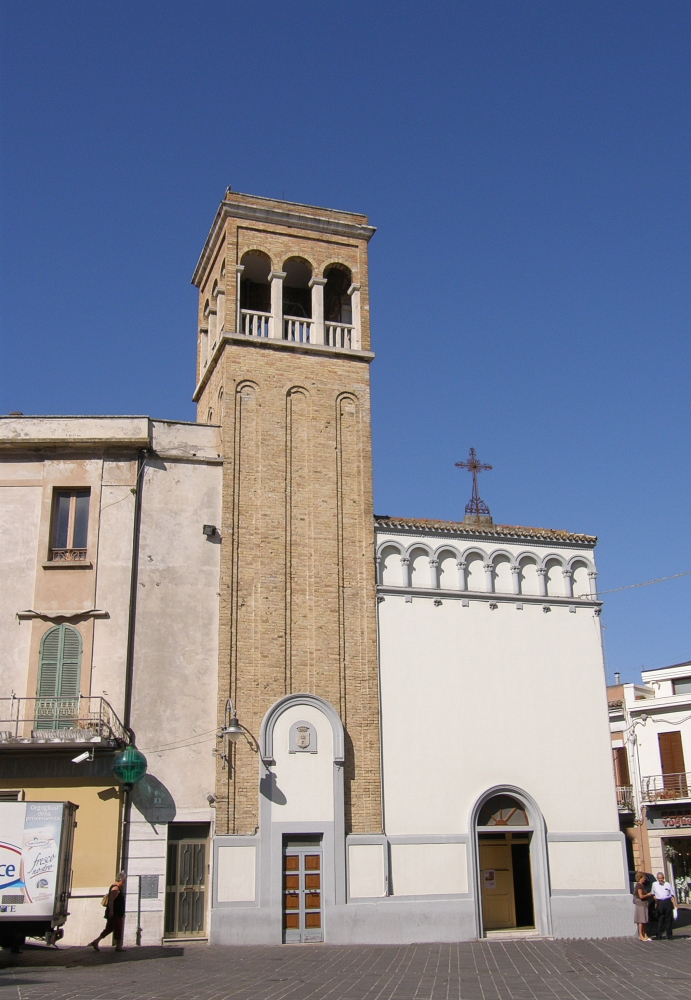
La Chiesa del Purgatorio

La chiesa di San Rocco si trova in Piazza Porta Caldari, all'ingresso del corso Vittorio Emanuele. Probabilmente costruita intorno al XVI secolo come cappella in onore del santo che protesse la città dalla peste, è stata completamente modificata in età barocca del XVIII secolo, allo stile napoletano barocco. Dalle fotografie storiche si comprende che il campanile è recente, in stile falso antico, edificato nell'epoca fascista, in sostituzione di uno a vela più modesto. La chiesa si presenta sostanzialmente ancora intatta, poco danneggiata dalla guerra del 1943, ha impianto a navata unica rettangolare, con facciata movimentata da alcune cornici a contorno bianco a motivi geometrici, finestrone centrale e portale centrale architravato. Il campanile a torre è scandito da cornici marcapiano, nel lato mediano tre oculi, e in quello superiore la cella campanaria, mentre la sommità ha una cuspide piramidale isoscele con tegole rosse. L'interno conserva nicchie laterali per gli altarini, ha volta a botte lunettata, e alcuni stucchi e pennacchi decorativi, e altare marmoreo.

#### Chiesa del Purgatorio
Si trova in Piazza della Repubblica, accanto al palazzo comunale. La chiesa risale all'800, ed è molto semplice, rimasta pressoché intatta dopo la guerra, ad eccezione di alcuni danneggiamenti al campanile riparati eccellentemente. Infatti proprio il campanile turrito, è ciò che caratterizza la chiesa, realizzato in mattoni a vista con sommità decorata da loggia di archetti a tutto sesto con due campane nella cella interna è ciò che caratterizza questa chiesa. La facciata è molto semplice, con portale centrale d'ingresso, e l'interno a navata unica ha pianta quadrata, ed è stato profondamente restaurato con mosaici in onore di Gesù, della Madonna, e di Giovanni Paolo II.

#### Chiesa parrocchiale di Santa Maria delle Grazie o Madonna della Pace

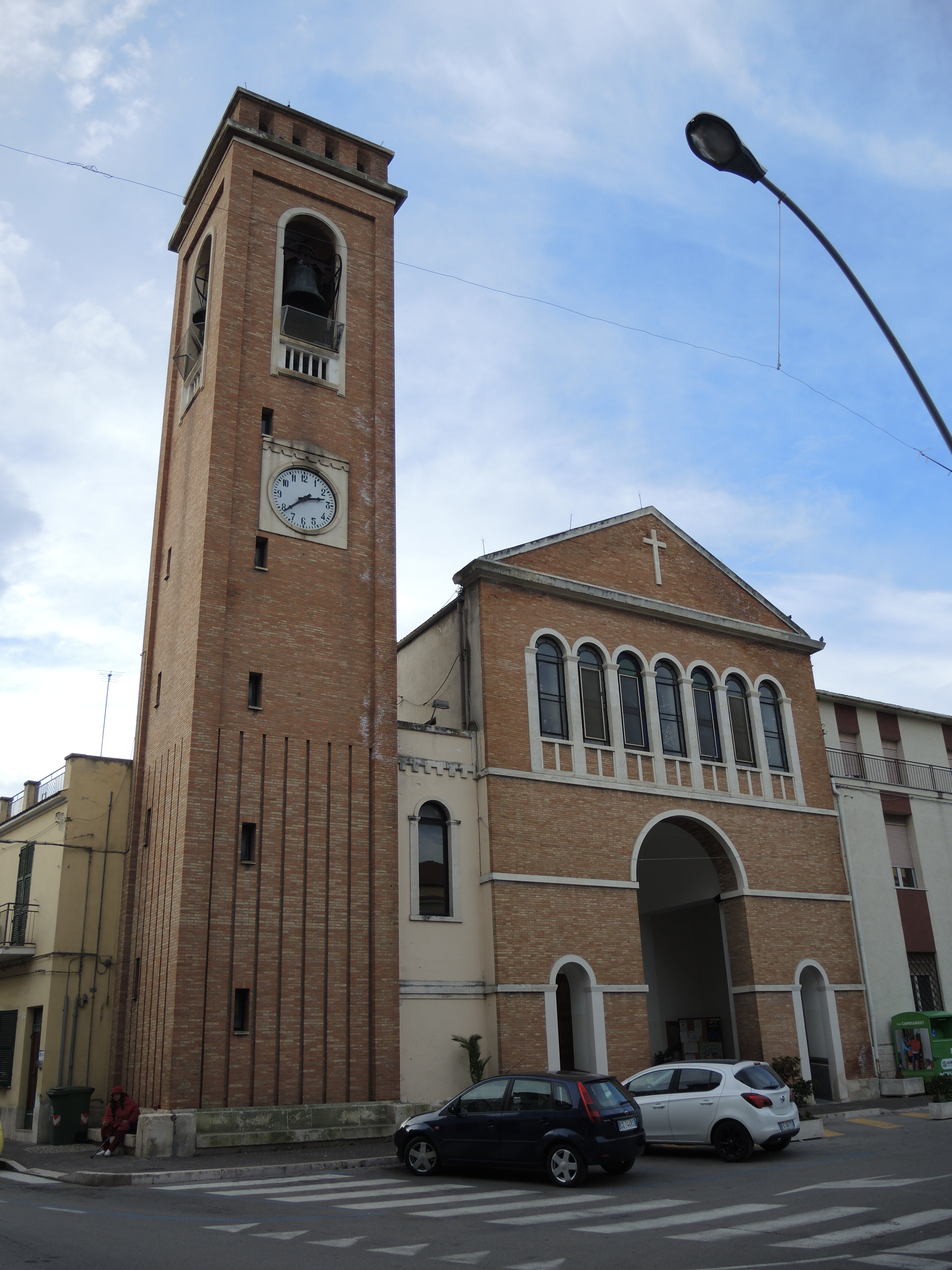
Prospetto della chiesa di Santa Maria delle Grazie

La chiesa come la si vede oggi, in Piazza San Francesco nel quartiere Terranova, è una ricostruzione totale del vecchio convento del XV secolo, distrutto quasi completamente nel 1943. Nel 1430 in occasione della pace tra Lanciano e Ortona, il frate San Giovanni da Capestrano chiese di edificare per l'occasione anche due chiese, una a Ortona e l'altra a Lanciano. In quest'ultima fu edificato il monastero di Sant'Angelo della Pace sopra una vecchia cappella fuori le mura, che costituisce l'attuale convento dei Cappuccini di Sant'Antonio di Padova, mentre a Ortona, nelle vicinanze della Cantina sociale, fu prima realizzata una cappella con annesso monastero dedicata a Santa Maria della Pace, successivamente spostato nell'attuale convento di Santa Maria delle Grazie. La chiesa prima della distruzione aveva un aspetto esterno tardoromanico con portico a nartece che precedeva all'ingresso, e facciata a capanna decorata da un solo oculo centrale, e imponente torrione campanario retrostante. L'interno invece era barocco; fu sventrato da cannonate insieme alla facciata nel dicembre del 1943.
L'aspetto attuale mostra tre corpi di fabbrica che costituiscono il complesso, esternamente rivestito in mattoni rossi: da sinistra a destra si trova il campanile a torre decorato da orologio e da balaustra sommitale, poi la facciata della chiesa vera e propria in stile pseudo-romanico, con portico a nartece incorporato che precede l'ingresso a tre portali, ornati nelle lunette da mosaici a sfondo dorato. La facciata ha una sequenza di tre archi a tutto sesto in vetrate colorate, e la facciata è chiusa da un grande timpano triangolare con croce centrale. Il terzo corpo a destra era inizialmente occupato dal convento, e fino agli anni '90 la nuova struttura ospitò l'ospedale civile di Ortona, poi ricostruito nel quartiere Fontegrande, e oggi vi si trova l'ASL. L'interno della chiesa è a navata unica, in stile misto, tra il neoromanico e il neogotico, con volte a crociera costolonate dipinte in blu cielo stellato. Vi si conservano alcune tele e statue originali della vecchia chiesa.

#### Chiesa parrocchiale di San Giuseppe

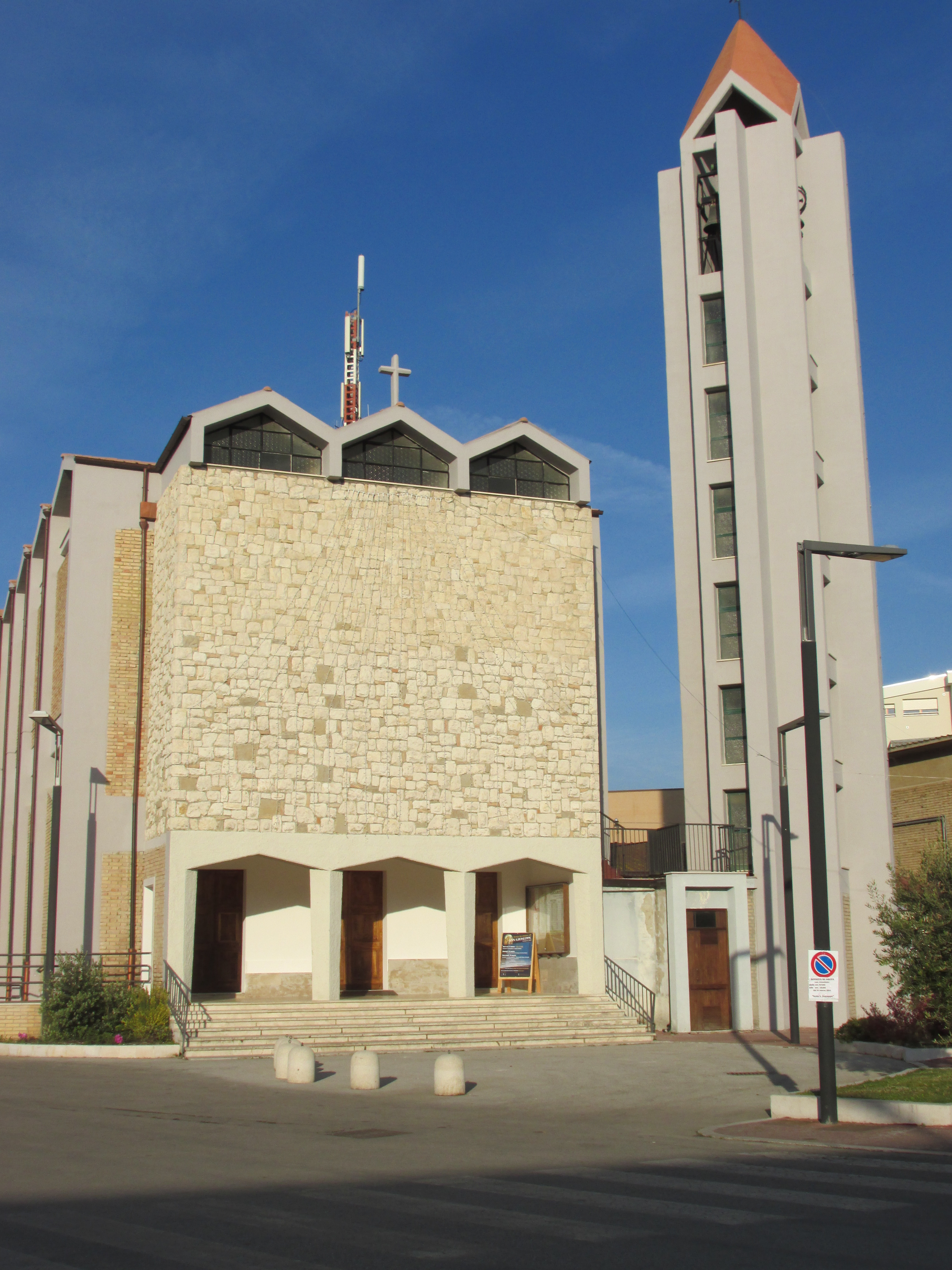
La nuova parrocchiale di San Giuseppe

Sorge nel rione San Giuseppe a sud di Ortona, è stata inaugurata nel 1960 dall'arcivescovo Benigno Migliorini, e in origine doveva essere intitolata a papa Pio X. La chiesa mostra un aspetto lineare e regolare, con cemento armato, mattoni e vetro per le finestre. La facciata è molto semplificata, con portico d'ingresso, e triplice coronamento sommitale ad architrave triangolare con finestre. Il campanile turrito è separato, l'interno a navata unica è molto geometrico, a impianto rettangolare, con presbiterio realizzato secondo la riforma liturgica seguita al Concilio Vaticano II, sopra di esso spicca un Crocifisso, poi vi è un tabernacolo sorretto da colonna marmorea. Di interesse un battistero in marmo, e il gruppo di 3 statue della Madonna Immacolata, San Giuseppe, San Pio X.

#### Chiesa della Madonna del Carmine
Appartenente alla parrocchia della Cattedrale, si trova in via Roma nel quartiere della Madonna del Carmine, in una zona che un tempo era circondata da uliveti e campagne, del feudo del convento dei Cappuccini della Trinità. Benché l'aspetto attuale della chiesa sia stato completamente alterato per la ricostruzione postbellica, la chiesa esisteva già nel 1685, e dava il nome alla Piana del Carmine con la porta che da ovest conduceva a Ortona, in via Cavour. La chiesa con monastero fu gravemente danneggiata dai francesi che nel febbraio 1799 la incendiarono. Nel 1809 con la soppressione dei monasteri, il convento fu adibito a cascina e poi caserma di alloggio delle truppe, mentre nel 1866 fu trasformato in piccolo ospedale. La Congrega della Carità prese in gestione l'ex convento facendolo diventare ricovero dei viandanti e furono avanzati dei progetti affinché divenisse l'ospedale civile della città, ma senza successo. Andato in rovina il convento, rimase solo la chiesa, che però fu interessata dalle distruzioni del 1943, e nuovamente ricostruita.
Oggi ha un aspetto molto semplice, pianta rettangolare con facciata a capanna scandita da un ordine di semplici finestre centrali molto strette, e da un portale centrale. L'interno è a navata unica, in stile post-classico, e conserva la statua della SS. Vergine del Carmine.

#### Chiesa parrocchiale di San Gabriele dell'Addolorata
Si trova nel moderno quartiere di Fontegrande, è una delle chiese più moderne e recenti di Ortona, realizzata tra il 2009 e il 2011. Ha un aspetto moderno, a pianta rettangolare irregolare, con facciata geometrica, e portale architravato a timpano triangolare. Il campanile è una torre parallelepipeda, l'interno è a navata unica. Questa è la chiesa con più posti a sedere del comune con oltre 800 posti.

#### Resti della basilica longobarda di San Marco
Si trova presso l'altura di Punta dell'Acquabella in contrada San Donato. La basilica fu fondata nel IX secolo circa dai Longobardi bizantini, e danneggiata dall'invasione normanna. Nuovamente danneggiata nel XVI secolo dai Saraceni, l'abbazia cadde in abbandono ed oggi rimangono solo i resti delle mura perimetrali della pianta rettangolare, le basi delle colonne delle tre navate e il pavimento. Negli anni '80 sono stati trovati reperti archeologici, fra cui fibule preziose dell'epoca longobarda, che sono stati traslati nel Museo Archeologico Nazionale d'Abruzzo a Chieti.

#### Altre chiese

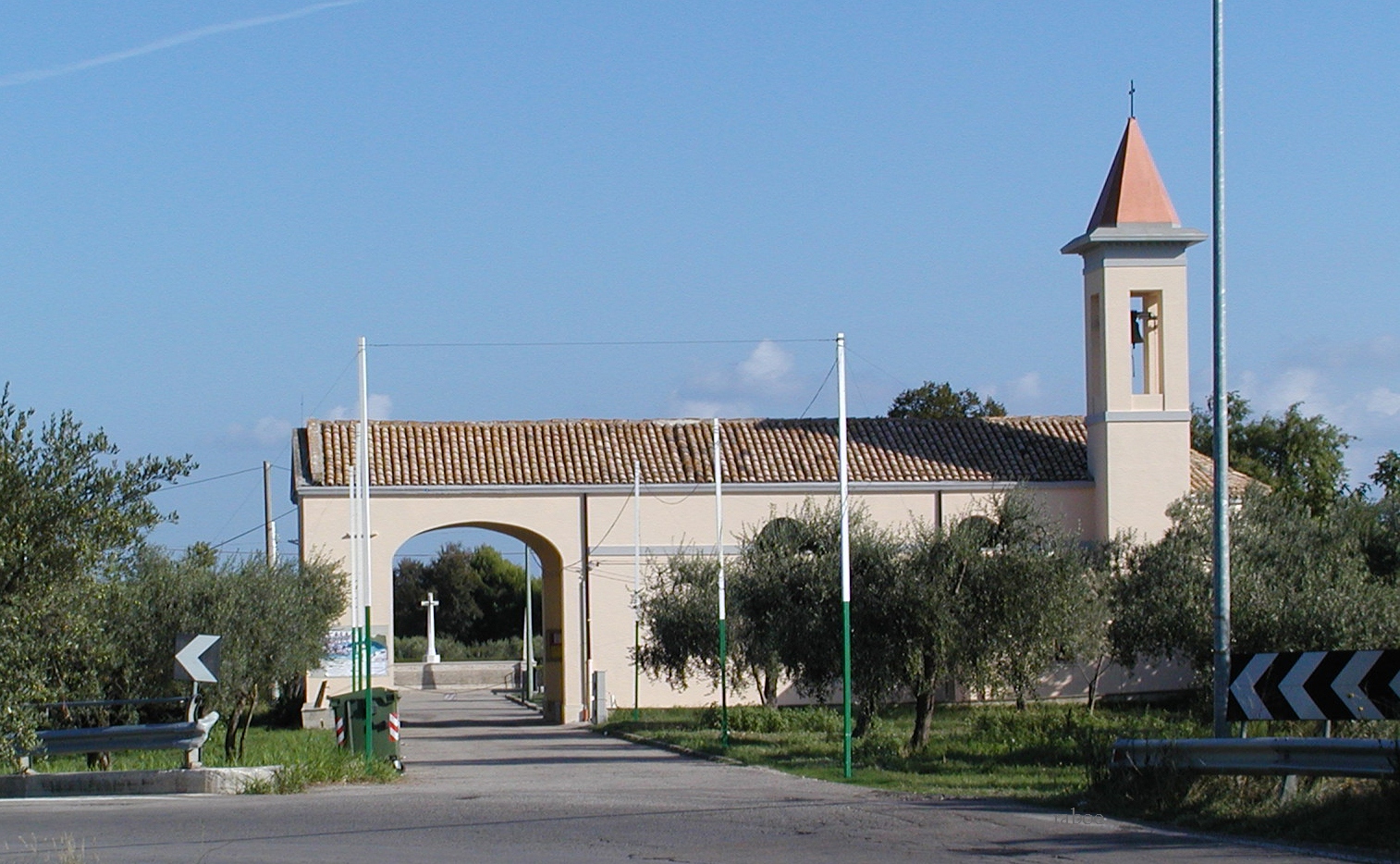
Chiesa di San Donato al cimitero canadese

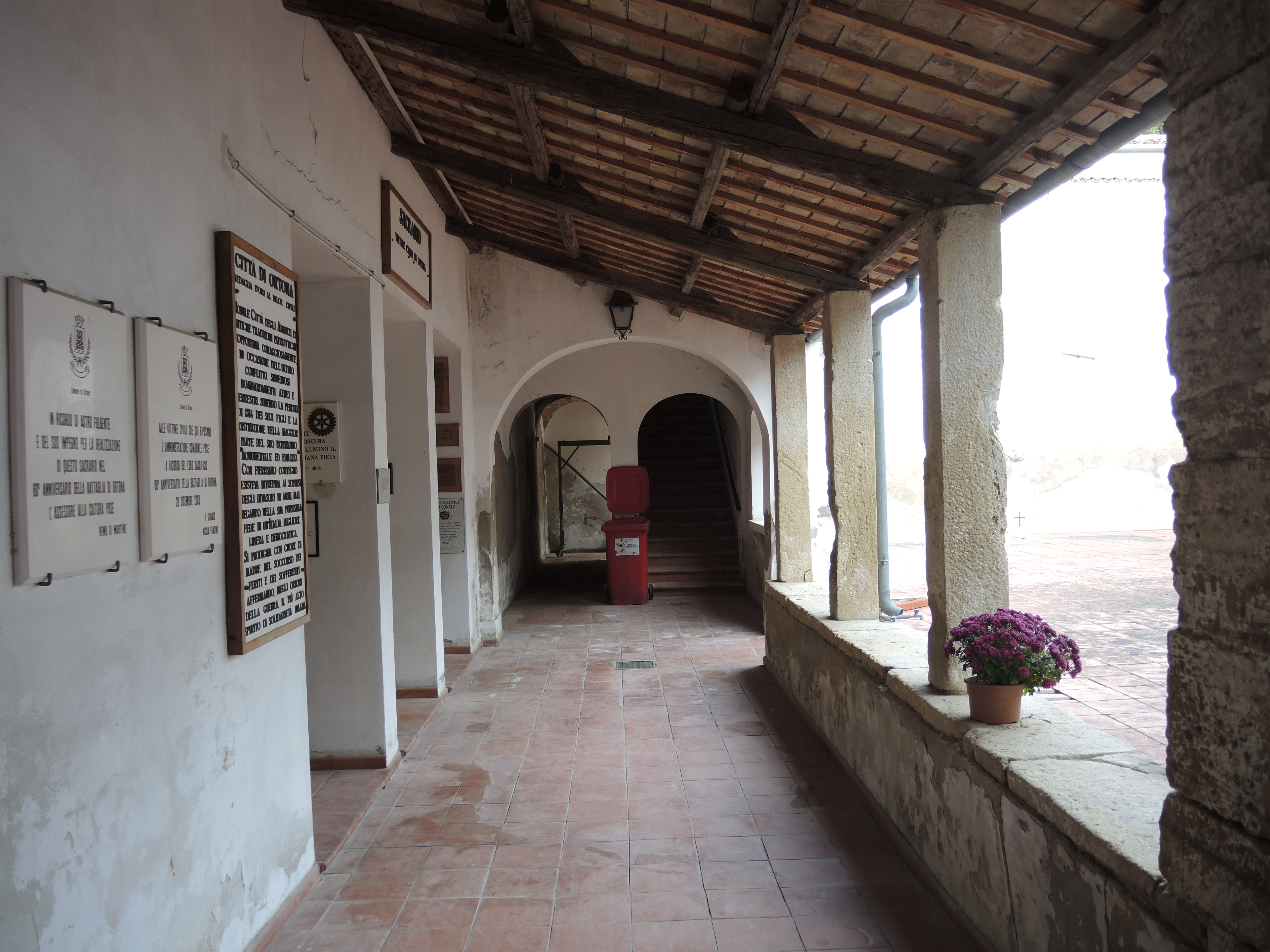
Portico dell'ex convento dei Cappuccini, chiesa della Santissima Trinità

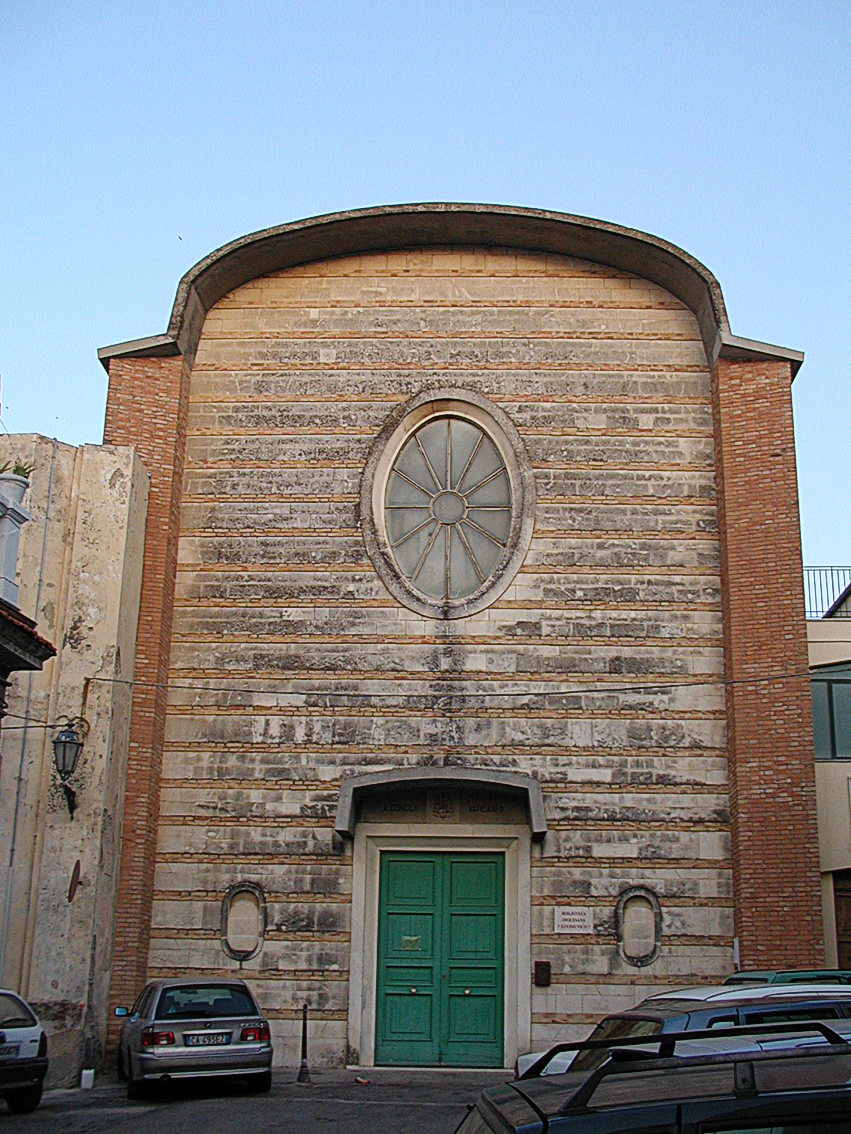
Ex chiesa degli Agostiniani di San Domenico, oggi biblioteca diocesana, sul Corso Matteotti

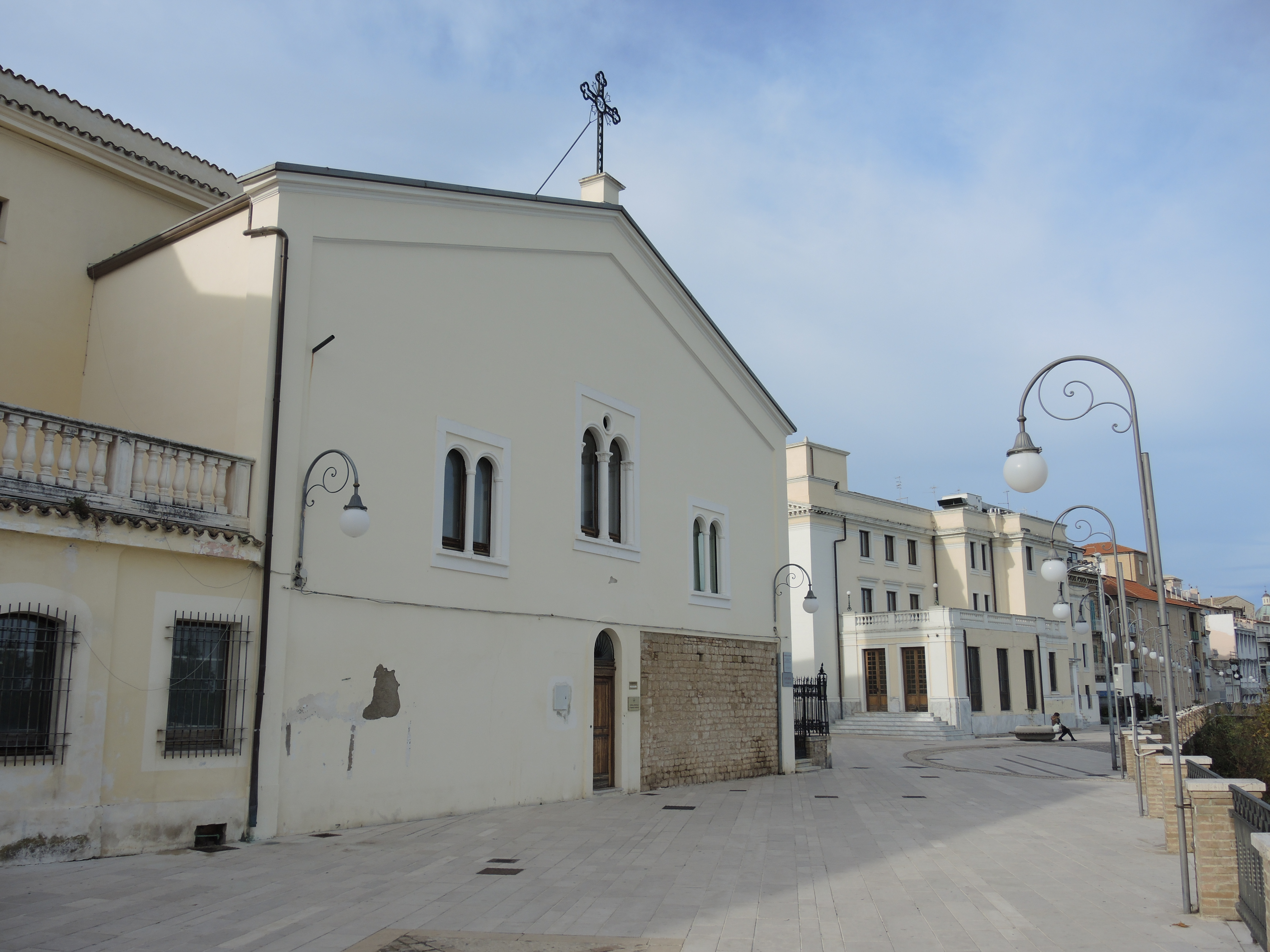
Ingresso dell'oratorio del Crocifisso, presso Piazza Teatro

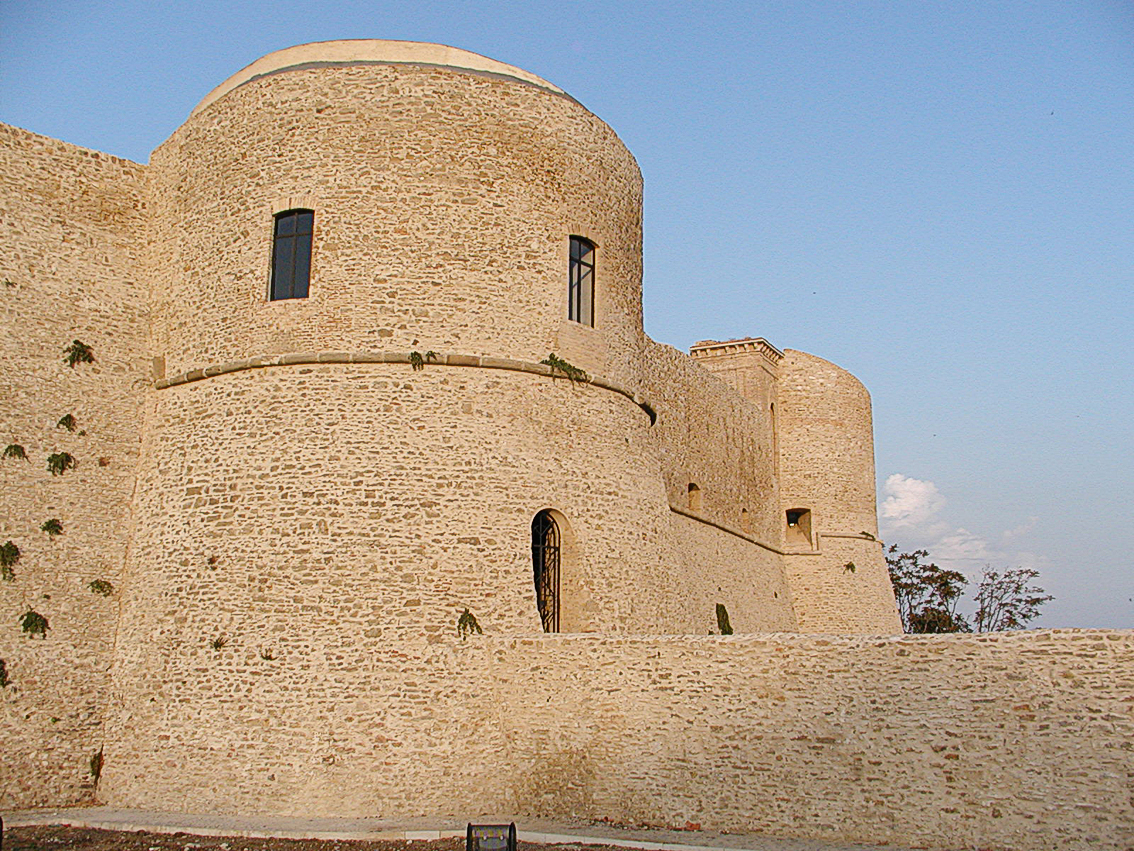
Scorcio del castello aragonese

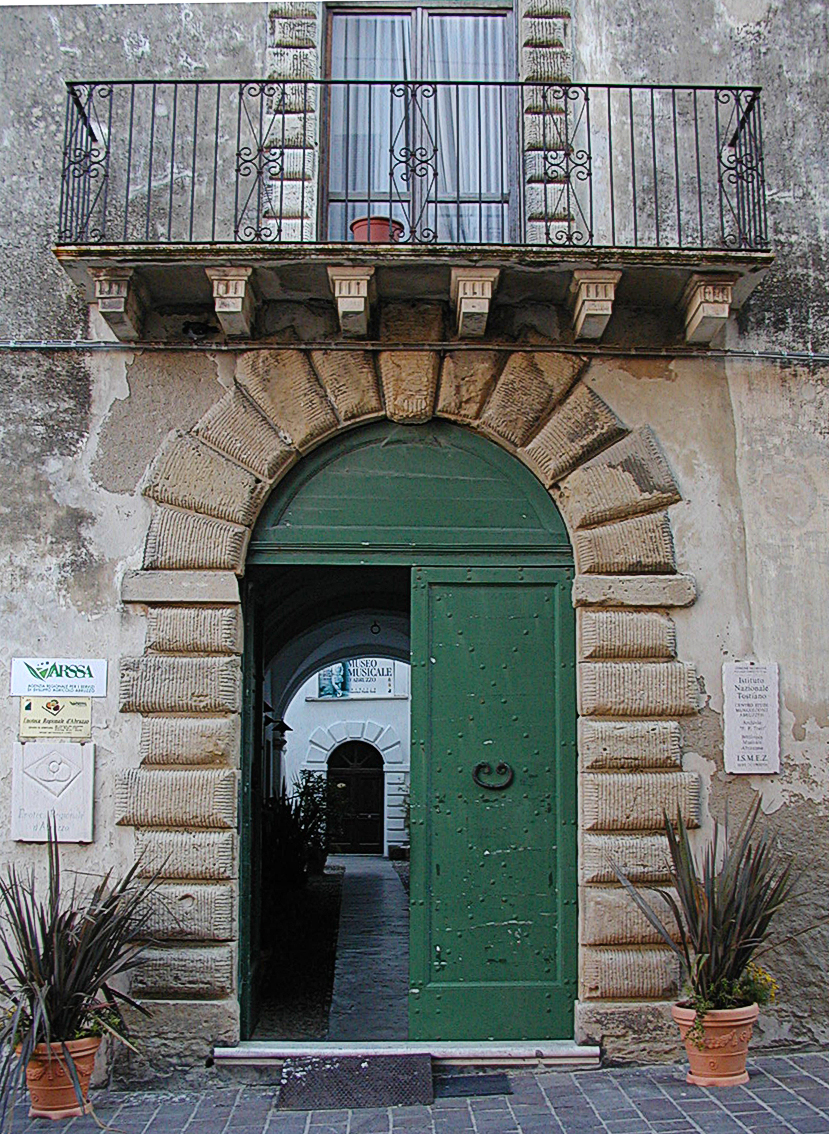
Portale di Palazzo Corvo, sede dell'Istituto Francesco Paolo Tosti

Qui si trovano le chiese minori di Ortona, e successivamente quelle delle contrade limitrofe.
- Oratorio del Crocifisso Miracoloso: chiesa a cappella situata in un angolo della chiesa di Santa Caterina d'Alessandria in corso Garibaldi, questo però si affaccia sulla piazza del Teatro. Al suo interno, del XV secolo con soffitto voltato a crociera e in mattoni a vista, è conservata un'ampolla contenente sangue, sgorgato miracolosamente da un dipinto a muro ritraente la Crocifissione, ancora oggi osservabile, al tempo dell'invasione turca della città nel 1566.
- Chiesa del Sacro Cuore di Gesù: si tratta di una chiesa poco nota del centro di Ortona, situata tra via dei Bastioni e via Speranza. Probabilmente risale alla seconda metà del XIX secolo, con aggiunte nel secolo successivo. Ha un aspetto a pianta rettangolare neoclassico-eclettico, che rievoca il barocco, con paraste lineari lungo le pareti che terminano a capitello corinzio compositore, e ordine di finestre bifore a tutto sesto, con colonnine e a capitelli ugualmente lavorati molto raffinatamente. La facciata è scandita da cornice marcapiano, alla base da portale inquadrato da due paraste con capitello, esso è a tutto sesto, sormontato da cornice con chiave di volta lavorata, poi nel piano superiore da un ordine di tre finestre arcuate a tutto sesto, inquadrate ugualmente da due grandi paraste angolari con capitelli corinzi. Il campanile laterale è una torre con due finestre in facciata per le campane, e con il tetto spiovente.
- Chiesa della Madonna degli Angeli : sorge all'imbocco di viale della Libertà, nei pressi dello stadio comunale. Il quartiere popolare degradato, dove nacque Rocco Tano, oggi noto come Rocco Siffredi, fa parte di quel piano di riurbanizzazione della città dopo la seconda guerra mondiale, e la chiesa testimonia la semplificazione estrema e la parsimonia dello stile architettonico e del materiale utilizzato per la sua edificazione. Essa è in cemento armato, a pianta rettangolare con navata unica, e facciata ornata da una croce gigantesca in cemento.
- Sala del Regno dei Testimoni di Geova: edificio moderno in contrada San Giuliano, lungo la Provinciale Santa Liberata.
- Chiesa Evangelica: si trova in via Francesco Paolo Cespa.
- Ex Convento agostiniano di San Domenico: si trova su una traversa del corso Matteotti provenendo dal castello aragonese. Il monastero fu fondato dai Padri Agostiniani nel 1270 per volere di Carlo d'Angiò, e vi abitarono i monaci sino al 1941, quando la chiesa venne sconsacrata e divenne biblioteca della Curia. A causa dei danni del 1943, il convento è stato ampiamente restaurato, compresa la chiesa, che presenta una facciata moderna caratterizzata da una finestre ellittica centrale. L'ex convento fu sede dell'Istituto Tecnico di Ortona, e poi sede della scuola media, con cortile interno dove è ancora possibile leggere tracce della storia antica.
- Ex convento dei Cistercensi di Sant'Anna: su via Garibaldi, è l'antico monasteri dei Cistercensi e delle Benedettine femmine voluto da Pietro da Morrone, documentato nel 1324, e poi negli anni successivi. Fa parte del complesso di Santa Caterina d'Alessandria, fu soppresso nel 1855, divenuto negli anni '20 Casa del Fascio, ospitò nel 1943 gli sfollati, e nel 2002 è diventato sede permanente del MUBA - museo della battaglia di Ortona. Conserva l'impianto quadrangolare con chiostro interno, anche se i locali sono stati profondamente modificati già all'epoca della soppressione, e successivamente con i lavori per ospitare il museo.
- Ex Convento dei cappuccini (Cimitero comunale): è collegato alla chiesa conventuale della Santissima Trinità. Appartiene al XVII secolo ed è a pianta quadrangolare con portico e un pozzo nel chiostro.
- Ex chiesa di San Francesco d'Assisi: si trova vicino alla Cattedrale, in piazza Risorgimento. La chiesa sarebbe del XIII secolo, ma fu modificata nel XVII. Dopo la guerra è stata sconsacrata e adibita a palestra. Modesto è attualmente il valore artistico: è leggibile la facciata con il rosone murato. Vi è anche il campanile a torre, con gli archi coperti. Il Palazzo de Benedictis, a poca distanza, è stato ricavato dal convento, anche se è difficile leggere l'antica storia architettonica del complesso religioso, se non nel porticato del chiostro interno.
- Chiesa di Santa Maria della Pace (viale Civiltà del Lavoro-Villa Torre): si tratta di una piccola cappella situata alla fine di viale Civiltà del Lavoro, presso la cantina vinicola di Ortona. Si suppone che fosse l'originale chiesa voluta nel 1430 da frate Giovanni di Capestrano per celebrare la pace tra Lanciano e Ortona. La chiesa da anni è in rovina, e di interesse si conserva la facciata con il portale gotico ad arco ogivale.
- Chiesetta della Madonna dell'Olivastro o della Madonna delle Vasche (Località Ripari di Giobbe): chiesa campestre che praticamente era una cappella dei pescatori, costruita nel XVIII secolo. Ha struttura molto semplice a navata unica, e a causa dell'abbandono è molto difficile distinguerla da una qualsiasi cascina, se non fosse per un'icona della Madonna col Bambino sul portale e per il campanile a vela.
- Resti della basilica longobarda di San Martino (località San Martino-Alboreto): si trattava di uno dei più antichi monasteri di Ortona oltre alla basilica di San Marco in contrada San Donato; fu citata nella "rivelazioni" di Santa Brigida di Svezia nel XVI secolo insieme a San Marco, e poi fu citata fino al XVII secolo, allora usata come semplice chiesa rurale. Oggi restano pochi resti di mura, che permettono ancora di leggere l'impianto rettangolare con abside semicircolare posteriore.
- Chiesa di San Donato (Contrada Moro-San Donato): chiesa ricostruita completamente nel 1946, rispettando la struttura semplice del XVIII-XIX secolo, ossia la chiesa rurale a capanna e a navata unica. Precede l'accesso al cimitero canadese, composta da un doppio arco per l'accesso al cimitero, e sulla destra d questo portico allungato si trova l'ingresso, la chiesa ha impianto rettangolare con navata unica, e campanile laterale a torre con cuspide piramidale.
- Chiesa parrocchiale del Sacro Cuore (Contrada Villa San Nicola): chiesa del XVIII-XIX secolo situata nel pieno centro della contrada sparsa, con campanile a vela, facciata a capanna intonacata di bianco, ornata alla base da un solo portale a tutto sesto senza lunetta, e al centro di essa da un ordine di tre finestre a tutto sesto.
- Chiesa di San Nicola di Bari (Villa San Nicola): chiesa ottocentesca posta all'ingresso della contrada lungo la strada San Tommaso, con unica navata e abside posteriore. La facciata ha un oculo centrale nella parte sommitale del timpano architravato a spioventi, mentre nella porzione centrale l'elemento di spicco è una grande croce latina a rilievo che sovrasta l'architrave classica del portale centrale lunettato. Il campanile laterale è una torre con cuspide piramidale.
- Chiesa di San Giorgio e San Nicola (Villa San Tommaso): si trova nel piccolo borgo di Villa San Tommaso, posto più a nord di Villa San Nicola. La chiesa ottocentesca, ha subito un rifacimento nei primi anni del Novecento, ed è caratterizzata da una facciata in mattoni rossi inquadrata da due paraste angolari con capitello, e da uno smisurato portale con arco a tutto sesto lunettato, le cui colonne laterali sono cilindriche, ornate da capitello ionico. Il campanile laterale è una torre scandita da archi e cornici marcapiano.
- Chiesetta di San Michele Arcangelo (Villa Selciaroli): chiesa moderna degli anni '50, con struttura classica a pianta rettangolare e intonaco giallo melone. Il campanile è a torre.
- Chiesa di Sant'Elena (Villa Sant'Elena): sussidiaria della parrocchia di Sant'Antonio di Padova a Villagrande, si trova nella zona industriale di San Martino-Villa Grande, e risale al primo Novecento, composta da un impianto rettangolare pseudo-romanico, con finestre laterali, facciata architravata molto semplice, e campanile a vela centrale.
- Chiesa di San Gabriele Arcangelo e di Gabriele dell'Addolorata (Contrada Bardella): si trova al confine territoriale tra Ortona e San Vito sopra la cesta collinare di Bardella-Ripari. La chiesa è sussidiaria della parrocchia di Santa Maria del Porto a Marina di San Vito, e le sue origini risalgono al volere di un tal Domenico Altobelli il quale, tornato sano e salvo dai disastri della seconda guerra mondiale, fece voto di erigere una chiesa nella contrada. Il progettò però si concretizzò col figlio Nicolino nel 1981, quando la contrada si espanse, e la vecchia chiesa della Madonna delle Vigne in località Sciutico non era più adeguata. La devozione popolare a San Gabriele dell'Addolorata spinse ancora di più i lavori per la progettazione della chiesa, voluta anche dal parroco don Giovanni Campitelli, che benedisse i lavori nel 1982. La chiesa dunque ha un aspetto moderno, realizzata dal geometra Vito Iezzi, a navata unica, con ingresso preceduto da una sorta di portico a nartece, il campanile retrostante è a vela, e nasce dalla parete del presbiterio. L'interno è in cemento armato, assai semplice, e accoglie le statue della venerazione, tra cui quella di San Gabriele.
- Cappella della Madonna delle Vigne (contrada Sciutico-Murata Alta), si trova al confine di Ortona e San Vito, nei pressi di Sant'Apollinare. Si tratta di una chiesa davvero minuscola, voluta dal parroco della Marina di San Vito don Giuseppe Argentieri alla fine degli anni '60, su richiesta degli abitanti della zona. Monsignor Capovilla nella visita pastorale del 1967 a San Vito, venne accompagnato nella contrada Murata Alta nella località Sciutico, e venne l'idea dei realizzare la cappella. La donazione del terreno di Anna Altobelli De Nardis fece sì che si potesse procedere con i lavori del geometra Nicola Di Paolo nel 1968. La chiesa in cemento con intonaco e stucco esterni, ha pianta ellittica, molto semplice, con campanile a comignolo sporgente. L'interno a navata centrale, è decorato da colonne che scandiscono gli spazi.
- Chiesa parrocchiale di San Zefirino (Villa Caldari): storica chiesa della contrada, del XVII secolo, sorta su un'antica pieve del IX secolo dedicata a Santa Maria. Si affaccia sulla piazza del centro storico, ha aspetto settecentesco, a pianta rettangolare, con facciata a timpano triangolare, scandita alla base da portale architravato a timpano triangolare, due nicchie laterali appena più in alto, e una finestra centrale a ventaglio. I campanili sono due, uno più antico e più piccolo che ospita l'orologio pubblico, e l'altro più grande laterale a torretta, con cella campanaria. L'interno è a navata unica tardo barocco con volta a botte lunettata, nicchie laterali affrescate, presbiterio rialzato, e un importante battistero commissionato dall'arcivescovo G. D. Rebiba nella metà del XVI secolo.
- Chiesa di Sant'Antonio di Padova e Abate (Villa Rogatti): chiesa campestre del XVIII secolo, molto ben conservata. L'aspetto del portale fa immaginare che la chiesa debba risalire al Seicento, ma ci sono scarsi documenti: la facciata è in pietra a vista, con portale centrale architravato sormontato da un oculo, due paraste angolari con capitello dorico che sorreggono il mensolone della cornice marcapiano e del timpano triangolare. Il campanile laterale è una torre slanciata che si alterna in due livelli più corti scanditi da cornicione, uno per la cella campanaria e il secondo ultimo per l'orologio pubblico. La sommità termina con una gabbia in ferro battuto lavorata per le campanelle dell'ora. L'interno a navata unica è piuttosto semplice, in stile tardo barocco e neoclassico.
- Chiesa della Madonna di Fátima (Stazione di Caldari): chiesa moderna degli anni '90, si trova sul tracciato della strada statale che da Caldari porta ad Ortona. Ha un aspetto romboidale con un piccolo avancorpo all'ingresso che ne costituisce il portico, mentre la porzione centrale del presbiterio della copertura del rombo stesso è rialzata con una piccola lanterna baricentrica.
- Santuario della Madonna della Libera (Contrada Villa Torre): rifatta nel tardo XIX secolo, ha pianta rettangolare con facciata a capanna, intonacata di rosso pompeiano, con facciata in azzurro in richiamo al colore Mariano, ornata da una finestra centrale a ventaglio e dal portale maggiore architravato. Sulla sinistra sorge il campanile a torre in bugnato liscio. Di grande pregio è all'interno a nave unica l'organo ligneo del 1721 realizzato da Giuseppe De Martino. L'organo che era posto in una cantoria sorretta da due colonne e arricchite da specchiature incorniciate e decorate con strumenti musicali in stucco bianco, è stato spostato sull'altare per valorizzarne il pregio e facilitarne l'uso in frequenti concerti di musica barocca e religiosa. La cassa lignea è indipendente, interamente dipinta con motivi vegetali e architettonici, caratterizzata da prospetto a tre campate, diviso da paraste dorate a motivi floreali. Tra le campate ci sono ricche decorazioni a festoni, la cassa termina in sommità con cornicione rettilineo, dotata di due ante pieghevoli a libro per la chiusura delle canne di facciata.
- Chiesa parrocchiale di San Leonardo (Villa San Leonardo): le origini sono molto antiche: fuori dalla contrada in località Mulino a Fosso Vallone, si trova una piccola grotta, identificata con il romitorio dell'abate, dove venne ritrovata la statua miracolosa oggi conservata nella chiesa, mentre altre voci vogliono che fu il riparo dell'abate stesso. La chiesa attuale risale al rifacimento del XVIII secolo, perfettamente restaurata dopo i cannoneggiamenti delle corazzate canadesi del 1943 seguendo lo stile neoclassico campestre. Ha pianta rettangolare a navata unica, con facciata intonacata ornata da architrave superiore a timpano triangolare con stemma di San Leonardo e oculo in rilievo. Il portale architravato centrale occupa quasi tutta la facciata, il campanile tozzo si erge sulla destra, con cuspide piramidale.
- Chiesa di San Pietro in Vincoli (Villa San Pietro): chiesa del XIX secolo in stile neoromanico, a mo' di cappella con portico a colonne in mattoni faccia vista che oprecede l'ingresso, l'impianto è rettangolare con tetto a spioventi, e il campanile è a vela.
- Chiesa parrocchiale di Sant'Antonio di Padova (Villa Grande): chiesa moderna degli anni '60, costituita da mattoni, realizzata sopra una preesistente completamente distrutta nel 1943. La chiesa ha pianta centrale composita in modo da comporre sia un cerchio che un quadrato nell'insieme, con la porzione baricentrica della copertura rialzata a lanterna, intervallata nei pilastri laterali da spazi a vela dove sono state inserite le finestre. L'ingresso è preceduto da un piccolo portico, il campanile laterale è a torre.
- Chiesa parrocchiale di Cristo Re (Contrada Riccio): chiesa moderna degli anni '60, composta da semplice pianta rettangolare a navata unica. La facciata ha un finestrone e portale in stile classico. Il campanile turrito è staccato.
- Chiesa parrocchiale di Maria Immacolata (Contrada Foro): è stata realizzata negli anni '50 restaurando una costruzione preesistente. Ha impianto rettangolare con abside semicircolare posteriore, facciata molto semplice ornata da un oculo centrale, portale maggiore architravato e timpano superiore della facciata triangolare. Il campanile laterale è in mattoni sorri, a vela. L'interno a navata unica ha volta a botte, e sui lati due cappelle absidale.

### Architetture civili

#### Palazzi

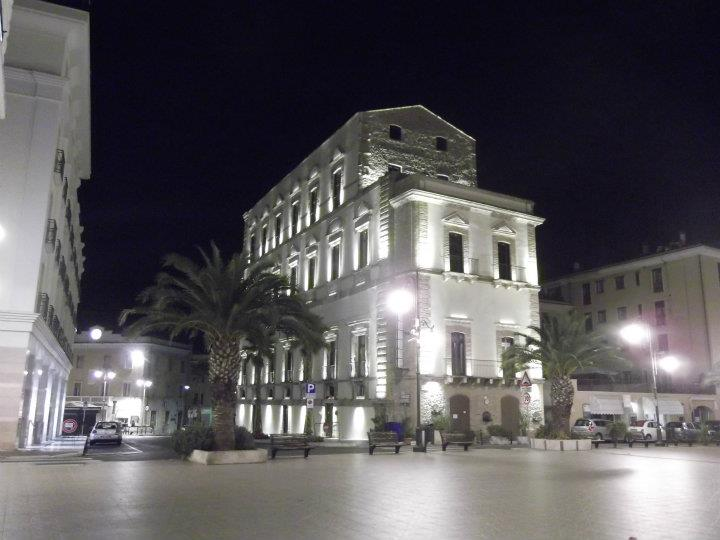
Veduta di Palazzo Farnese in notturna nella piazza principale

- Palazzo Farnese (XVI-XVIII secolo): palazzo storico più famoso della città, posto presso la Passeggiata Orientale e Largo Farnese. Venne fatto realizzare dalla duchessa Margherita d'Austria, figlia di Carlo V di Spagna, quando acquistò Ortona nel 1584. Il progetto fu affidato all'architetto Giacomo Della Porta, che realizzò la pianta, e pose la prima pietra il 12 marzo 1584 con benedizione dell'arcivescovo Rebiba, primo vescovo della nuova diocesi ortonese. La costruzione però s'interruppe nel 1586 alla morte di Margherita. Il palazzo passò a vari proprietari e il progetto del Della Porta fu alterato e rallentato nell'esecuzione fino al XVIII secolo. La parte dell'edificio verso il mare franò a fine Settecento per il cedimento del terreno, e una porzione fu demolita nel secondo dopoguerra. Dunque, soltanto la parte che si affaccia sulla Piazza della Repubblica risulta essere completata, mentre la parte sulla Passeggiata Orientale è mutila. I prospetti originali cinquecenteschi presentano due ordini di finestre con timpani curvilinei e triangolari intervallati da fasce marcapiano. Oggi il Palazzo ospita il Museo dell'Arte Moderna "Basilio Cascella".
- Palazzetto secentesco in via Giudea, con portale bugnato sormontato da uno stemma abraso e da un balcone.
- Palazzo Episcopale: si trova sul vicolo accanto alla Cattedrale, detto "vecchio Episcopio", perché oggi la sede diocesana è a Lanciano. Il palazzo fu fatto erigere da monsignor Domenico de Dominicis nel XVIII secolo, la struttura conserva l'aspetto originale con interventi del XVII secolo.
- Fondaci medievali di Piazza Plebiscito: si trovano tra questa piazza e via Cavour, posti al di sotto del piano di calpestio, risalenti al XIV secolo. Sono conservate una scala a chiocciola in pietra, un portale di pietra con arco a sesto acuto, con stemma nobiliare, e alcune finestre su stipiti.

- Palazzo Corvo (sede dell'Istituto Nazionale Tostiano): si trova nel corso Matteotti, nel cuore del centro storico. Fu edificato nel XVII secolo dalla famiglia Corvi originaria di Sulmona, trasferitasi a Ortona, nel 1846 vi nacque il musicista Francesco Paolo Tosti, amico di Michetti e d'Annunzio, che renderà Ortona famosa nel panorama culturale tardo-ottocentesco. Il palazzo per la conformazione sembrerebbe realizzato sopra un antico convento, poiché lungo il corridoio di ingresso si trovano due portali di pietra recanti sugli stipiti dei motti in latino d'ispirazione religiosa. In uno dei locali al piano terra è stata inoltre rinvenuta, durante i lavori di restauro, una cisterna. L'ingresso è dato da un portale a cornice bugnata, il vestibolo è in ciottoli di mare, con ingressi laterali per le scuderie e le stanze della servitù, e una rampa di scale conduce al palazzo vero e proprio, con le volte delle sale affrescate da motivi floreali. Oggi è sede di un museo dedicato al musicista Tosti e alla musica tradizionale abruzzese.

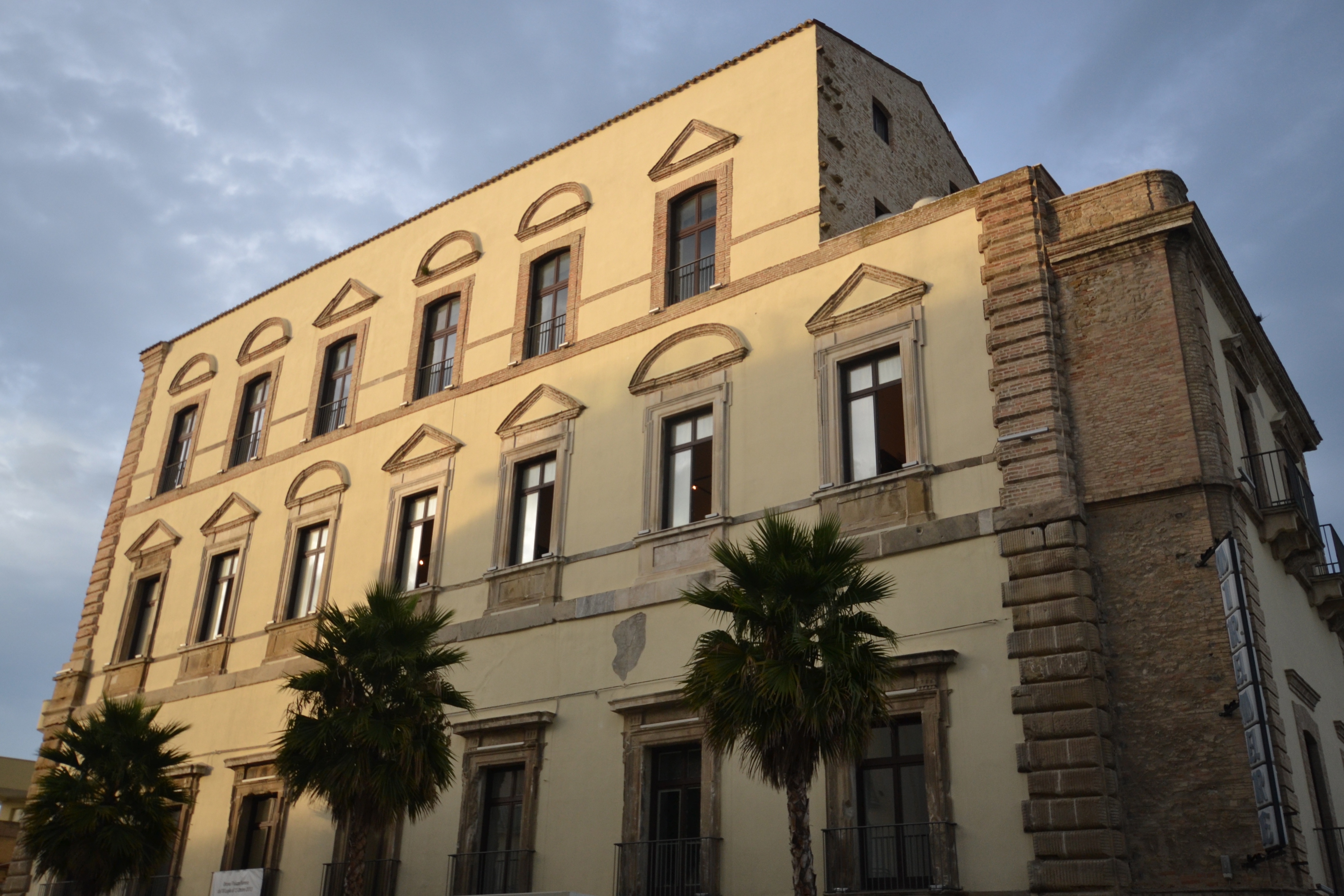
Palazzo Farnese

- Palazzo De Sanctis: sul Corso Matteotti, risale al XV secolo, sul portale in pietra è visibile un'iscrizione in cui si legge che la costruzione fu rifatta da Andrea Matteo De Sanctis, nel XVI secolo, la cui lapide tombale si trova nel museo diocesano civico. Sulla facciata si trovano elementi architettonici tardo rinascimentali, riapparsi con i lavori di restauro.
- Palazzo Mancini-Riccardi: sul Corso in direzione della piazza municipale, dopo Piazza San Tommaso, ed è uno dei più antichi di Ortona, edificato nel XVI secolo accanto alla torre-casa Riccardi. Nel 1586 vi morì la duchessa Margherita d'Austria, e una lapide ne ricorda l'evento. Il prospetto più antico del Palazzo è quello che affaccia sul Corso. Esso presenta un portale a bugnato, forse della prima metà del Cinquecento, i cui pilastri laterali terminano in dei capitelli di ordine ionico, sui quali poggia l'arco del portale stesso. Affiancati ai pilastri sono posti dei pilastrini strigilati più alti e più sottili che terminano in capitelli corinzi sormontati da teste mostruose, sulle quali poggia il balcone centrale. Agli angoli del prospetto sul Corso sono dei pilastri diversi per ognuno dei tre piani: a bugnato grezzo e punta di diamante al piano terra, a bugnato liscio al primo piano e con figure romboidali all'ultimo piano. La cornice della finestra centrale con il blacone presenta l'iscrizione "SOLI DEO HONOR ET GLORIA". L'imponente portale su Piazza San Tommaso è invece sei-settecentesco.
- Torre di Mastro Riccardo: si trova accanto al Palazzo Mancini; risale al 1255 circa, e costui eresse anche la coeva torre della Cattedrale con l'orologio, andata distrutta nel 1943 quando fu minata dai tedeschi. La torre è realizzata in materiale misto in pietra e muratura, con bucature per le finestre, e termina con tetto a spioventi, ed è dotata di un ingresso a tutto sesto molto stretto e profondo, che termina in cima a una gradinata, elementi che evidenziano il carattere militare della struttura, poi riconvertita in abitazione.
- Casa Berardi (contrada San Martino-Alboreto): si tratta di un'abitazione rurale in pietra concia del XIX secolo. La sua importanza si deve al fatto che nelle operazioni belliche del 1943 nei pressi di Caldari, fu usata come quartier generale tedesco per impedire l'avanzata dei carri armati canadesi. Dopo aspri combattimenti, la casa fu conquistata dalle truppe di Paul Triquet alle soglie del 21 dicembre 1943, che gli valse la "Victoria Cross". La casa è stata in seguito tenuta in considerazione dalle varie politiche, restaurata, con lapidi commemorative, pur mantenendo l'aspetto rurale originario, ed oggi è un ostello e museo allo stesso tempo.
- Casa Cichelli: è un edificio rurale del XVI secolo in contrada Bavi, i cui proprietari storici furono i Corvi, successivamente trasferitisi nella Terravecchia ad Ortona, dandola ai Cichelli. La casa è costruita presso una torre di difesa contro i Turchi, ancora ben leggibile, dove sono stati realizzati soltanto altri corpi di fabbrica annessi, di livello più inferiore. La facciata è preceduta da un bel porticato a tre archi.
- Casa di Basilio Cascella: poco distante dal Palazzo Mancini, si trova la casa civile dove visse il pittore Cascella, insieme ai figli Michele e Tommaso che ne continuarono la tradizione pittorica e scultorea. La casa ottocentesca è molto semplice, e una lapide ricorda la presenza del pittore.

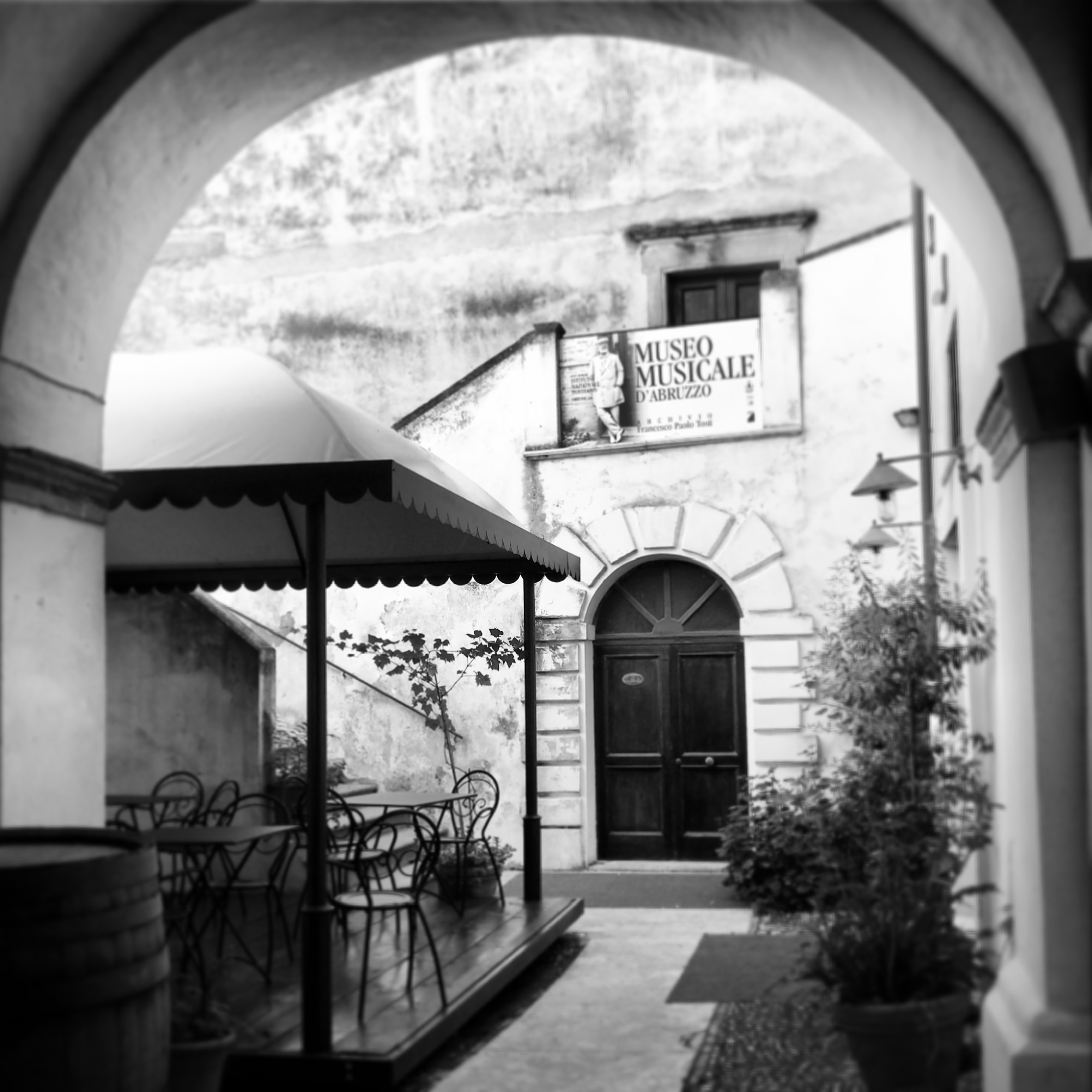
Vestibolo del Palazzo Corvo

- Palazzo Grilli De Sanctis: sul corso Matteotti 74-78, fu fatto edificare nel XVI secolo, presenta facciata con balconcini, all'interno possiede ampi saloni, con affreschi ottocenteschi a motivi classici, di Florindo Cincinnati. Nel 1807 il barone Armidoro De Sanctis vi ospitò Giuseppe Bonaparte in visita nell'Abruzzo.
- Palazzo Quatrari: in Piazza Risorgimento, appartenne a nobili di Sulmona presenti in città già nel XV secolo, estintisi nel secolo successivo. Rifatto dai proprietari successivi, oggi appare come un palazzo borghese di metà Ottocento, con interessante antico portale in pietra, ricavato dall'ex convento di San Francesco, accorpato nella struttura, come dimostra il chiostro porticato all'interno.
- Palazzo Vesij-Castiglione: in Piazzetta dei Pescatori, è stato realizzato nella metà del Settecento dai De Sanctis, quando Silvestro sposò Giacinta Vesij-Castiglione, da cui il nome. Il palazzo conserva interessanti elementi architettonici seicenteschi, il portale in pietra, il cortile interno con cisterna e anello in pietra.
- Palazzo Pugliesi: sul corso Matteotti, risale al XVII secolo, ma è stato ampiamente rimaneggiato nelle epoche successive. Appartenuto ai Pugliesi nel XIX secolo, conserva la facciata in mattoni a vista, con doppio ordine di finestre tardo settecentesche. Fu la casa del canonico Domenico Pugliesi che fu anche Deputato del Parlamento napoletano. All'interno si conservano affreschi ottocenteschi di Arcangelo Ciampoli.
- Mulino Sardo: si trova presso il fiume Arielli, risale al XVII secolo, noto anche come "Mulino Cespa" dal nome dei proprietari che lo restaurarono. I primi proprietari furono i Santeusanio, poi i De Luca, i Cespa, e attualmente la famiglia Sardo. Si tratta di una costruzione ancora ben conservata in stile rurale, con mulino ad acqua, che ha funzionato sino agli anni '50, quando venne abbandonato al degrado, e al successivo recupero.

#### Fontane e monumenti pubblici

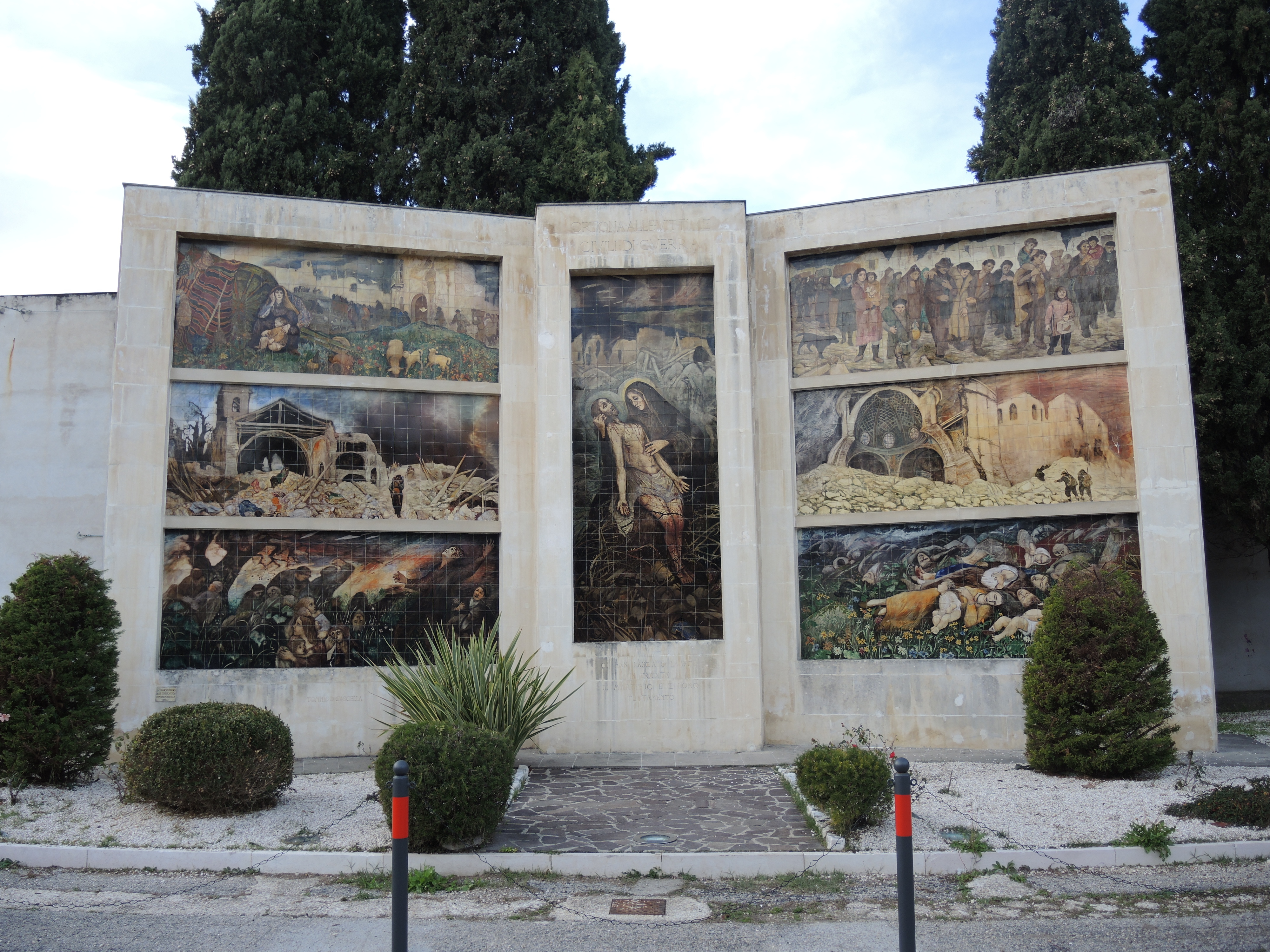
Monumento ai martiri della guerra di Tommaso Cascella

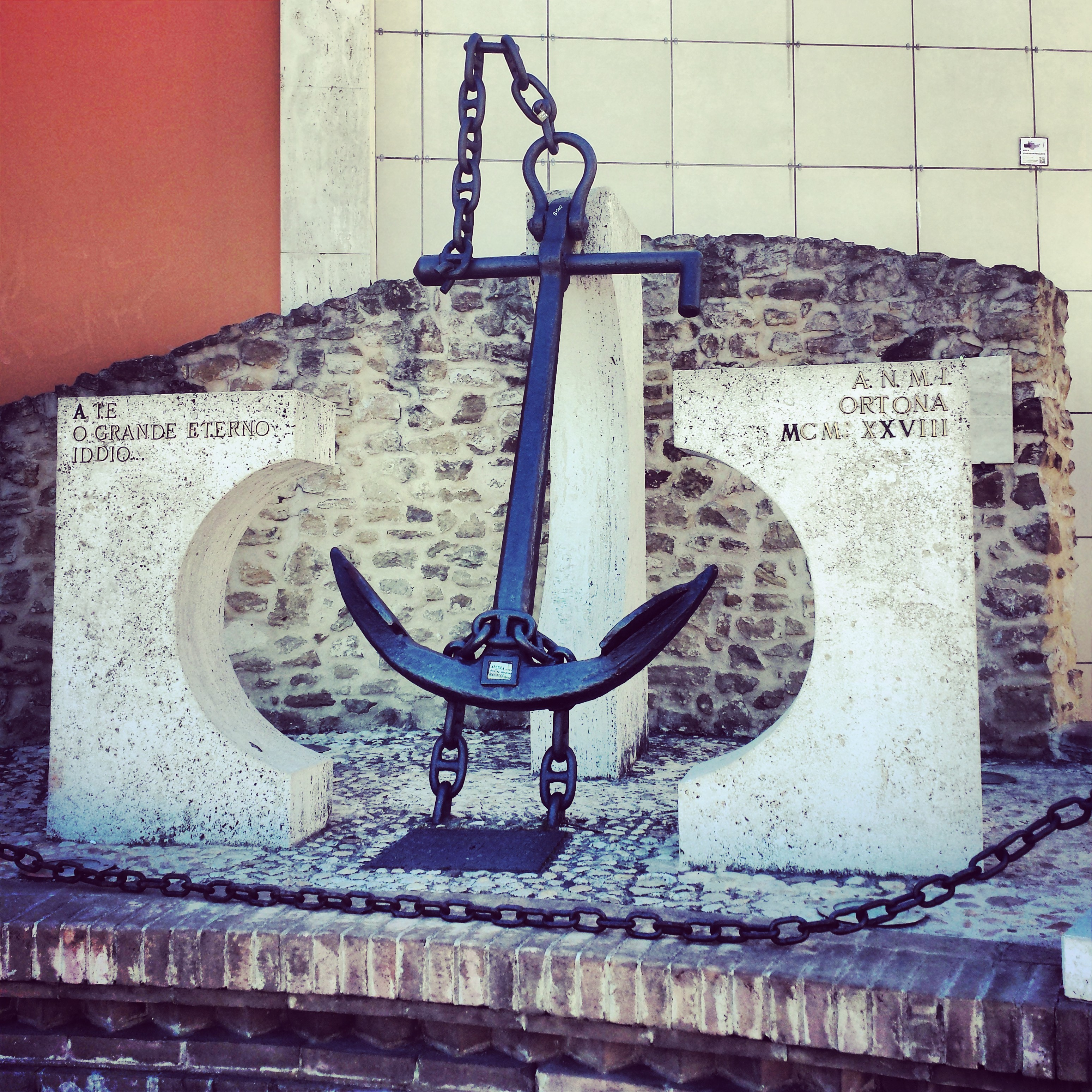
Monumento ai caduti del mare, via Passeggiata Orientale

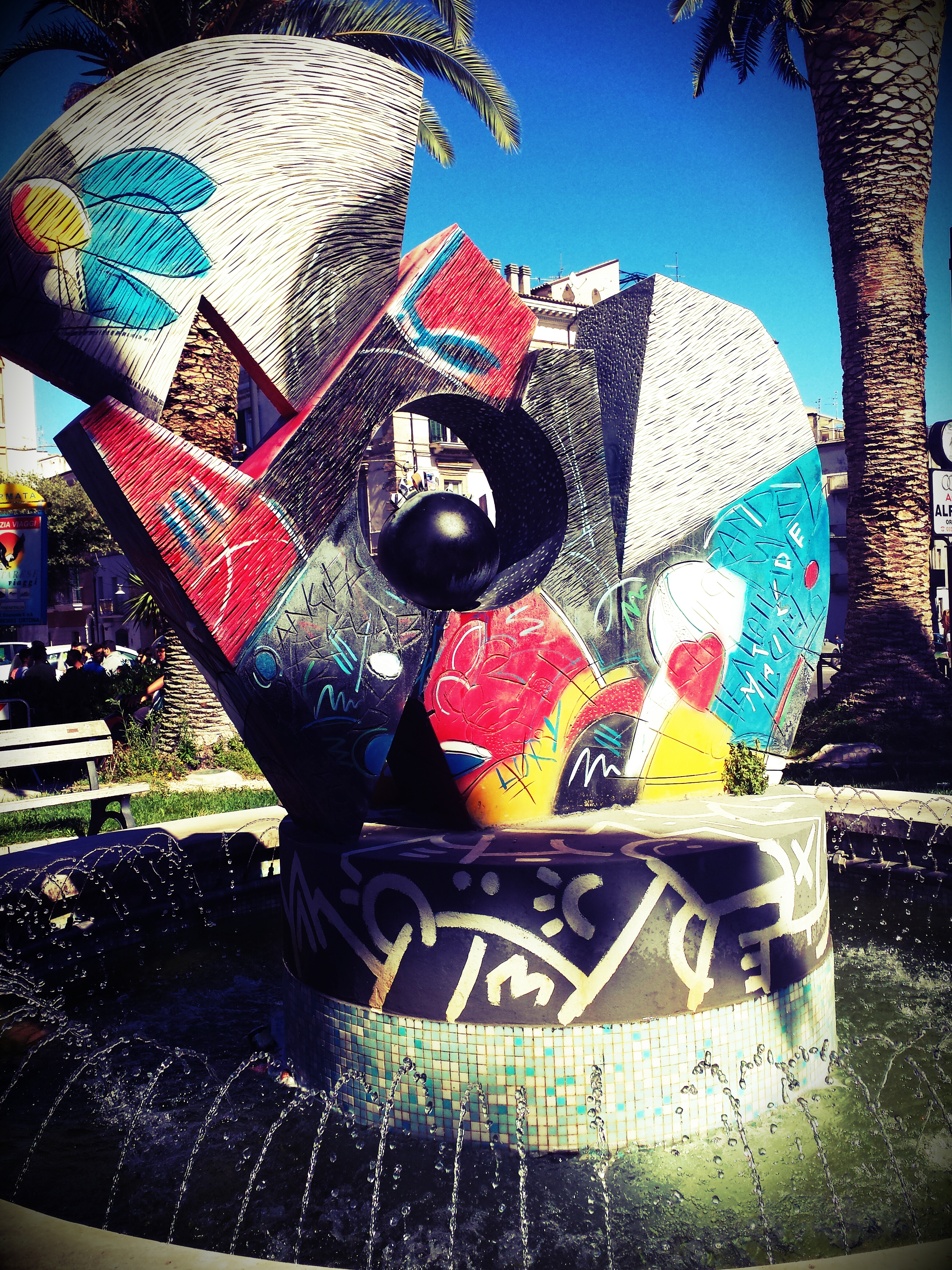
Fontana Vola in Piazza Porta Caldari, 2013

- Fontana Vola: situata in Piazza Porta Caldari, opera di Franco Sciusco (2001). Su un basamento circolare, in forme stilizzate e a forma di semicerchi intrecciati, si erge la costruzione da cui sgorga l'acqua. Il disegno è inoltre volutamente imbrattato di iscrizioni in stile dei writers di strada.
- Fontana del Vino: si tratta di una realizzazione recente, del 2017, in contrada Caldari. La fontana è un unicum in Abruzzo, ha forma di una botte e, sotto pagamento, fa sgorgare il vino della cantina "Dora Sarchese".
- Fonte a Mare: si tratta dell'antico lavatoio di Terravecchia, presso via Marina, più volte restaurata, fino al recupero definitivo nel 2008. La fonte in pietra è stata usata sino agli anni '60 dagli abitanti di Terravecchia, le cui donne andavano a sciacquare i panni, e i pescatori lavavano il pescato pulendolo dalle interiora e dalle budella inservibili. La fontana è stata inglobata in una specie di edicola con tetto spiovente per proteggerla dalle intemperie.
- Fonte Peticcia, sul torrente Peticcio, è una fonte per uso domestico risalente a dopo il XVI secolo. Una lapide attesta un restauro nei primi anni dell'ottocento. Ha la facciata scandita in due settori da cornicione marcapiano. Alla base vi sono due ordini di arcate a tutto sesto, con il canale dell'acqua da cui attingere. Una leggenda vuole che la fontana esistesse già nel III secolo a.C., e che fosse stata visitata da Annibale, durante una sosta nella discesa contro Roma, facendo abbeverare i cavalli. Ripulita più volte, nel 2014 è stata definitivamente restaurata, essa è composta di una grande parete addossata alla depressione collinare, scandita da pilastri in due sezioni con più archi, e vasca per il lavaggio dei panni, e cannelle per l'abbeveraggio.
- Fonte Santa Caterina, sita nella valle di San Rocco, sotto la Passeggiata Orientale. Tra le fontane più antiche di Ortona, è scavata nel calcare ed è di difficile accesso.
- Fonte Santa Margherita o delle Fate, completamente in pietra con strutture ad archi a tutto sesto, ricoperta di vegetazione, è in stile romanico. Si trova in via Fonte Santa, sotto il teatro Vittoria.
- Monumento a Francesco Paolo Tosti: si trova in Piazza Teatro, addossato a una parete della chiesa di Santa Caterina. Fu realizzato nel 1926 da Guido Di Costanzo, e raffigura il compositore con davanti una rosa di ragazze idealizzate sotto l'aspetto di muse ispiratrici ed esecutrici della musica. Il posto originario del monumento era il Largo Farnese, nel dopoguerra fu spostato nel giardino pubblico, e infine dopo il restauro di Stefano Durante, fu collocato nella piazza attuale.
- Monumento ai Caduti della Grande Guerra: si trova in Piazza Porta Caldari, opera di Guido Di Costanzo, realizzato intorno al 1928 per l'intitolazione della piazza alla Vittoria. Sopra il basamento in travertino si erge un legionario romano avente il braccio destro che stringe in ramo d'alloro, mentre la mano sinistra è eretta verso il cielo, dove è rivolto anche il suo sguardo in segno di gloria e sacrificio. I bassorilievi del piedistallo a blocco sono in bronzo e ritraggono la Madre Patria che crea il bimbo, che si distacca dal figlio soldato, e la Madre dolorosa che compiange il figlio caduto.
- Monumento alle vittime civili di Ortona: opera di Tommaso Cascella, si trova all'ingresso del cimitero comunale. Fu realizzato nell'immediato dopoguerra dal Cascella, impegnato anche nell'affrescatura della cattedrale in ricostruzione, inaugurata nel 1949. Il monumento è stato realizzato a forma di libro aperto in pietra con una serie di quadri scenici che rievocano le scene più tragiche della battaglia di Ortona del 1943, tratte per di più da fotografie scattate durante i combattimenti. Nella battaglia persero la vita 1314 civili, il patrimonio artistico architettonico fu in gran parte distrutto o danneggiato, e tra le scene più interessanti ci sono lo sventramento della Cattedrale, la facciata distrutta di Santa Maria delle Grazie, gli sfollati civili per le campagne. Al centro del libro si trova l'affresco della Vergine Addolorata che piange il Cristo morto.
- Monumento alle vittime Canadesi: si trova in Piazza Plebiscito, realizzato nell'immediato dopoguerra, e ritrae un gruppo in bronzo di busto di soldato canadese che poggia dell'alloro sul corpo esanime di un compagno, e a fianco c'è un libro con i nomi dei caduti militari durante la battaglia.
- Monumento a San Tommaso: realizzato dallo scultore Stefano Durante, si trova nel porto, e ritrae la statua idealizzata del santo benedicente rivolto verso il mare aperto, poggiante sopra un grosso blocco trapezoidale isoscele, realizzato in mattoni similare allo stemma di Ortona e quindi rappresentante la città.

### Architetture militari

#### Castello Aragonese

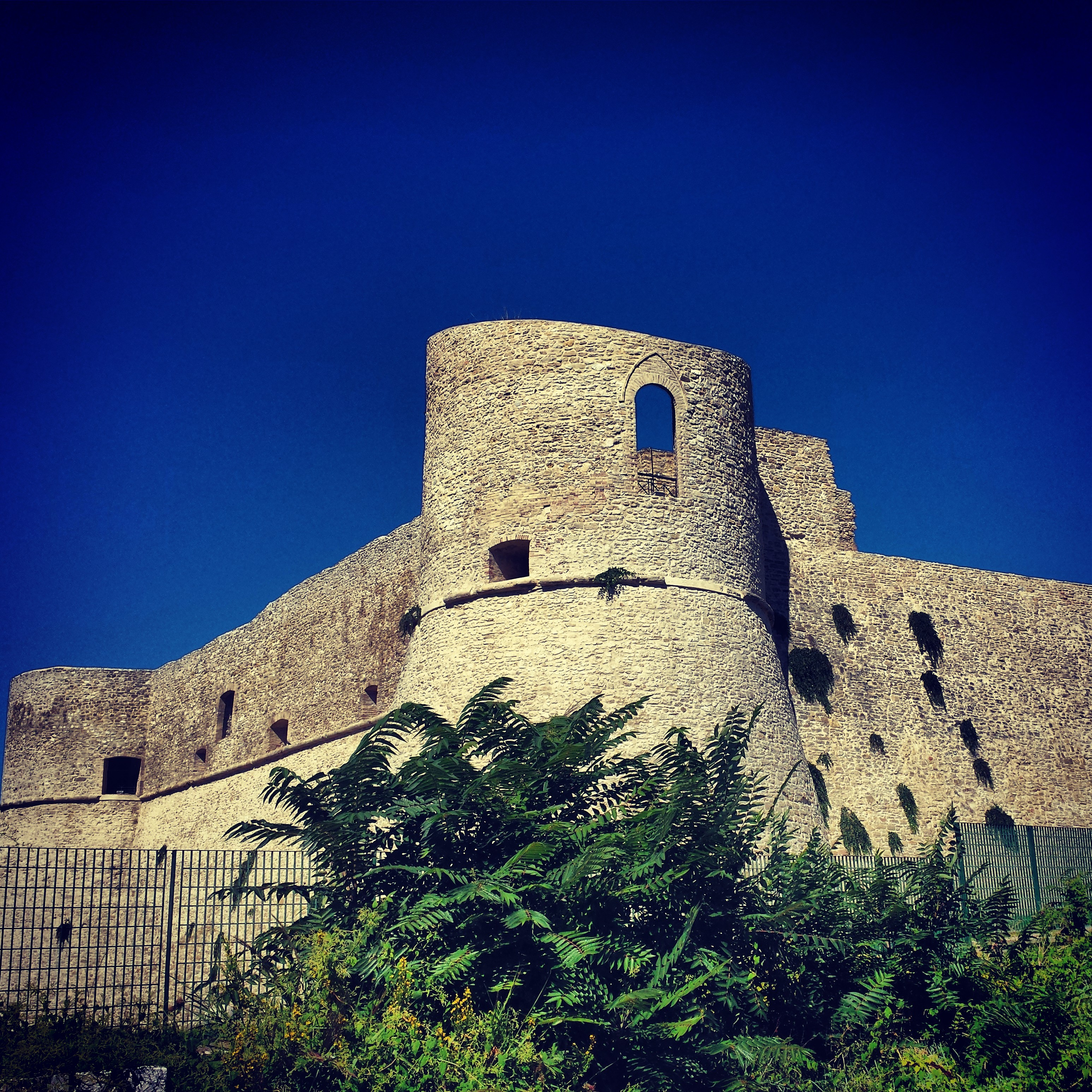
Il castello aragonese

Il castello originario fu costruito nel XIII secolo dagli Angioini. Nel XV secolo Jacopo Caldora cacciò via gli Angioini e rifondò il castello, circondando inoltre la città di mura possenti. Dopo il decadimento della famiglia, gli Aragonesi conquistarono le coste abruzzesi, e anche Ortona, costruendo il nuovo castello con mura più possenti nel 1452, a forma di trapezio. Il castello, gestito da Alfonso d'Aragona, passò dal XVII secolo in poi a varie famiglie locali, quali i Baglioni. Nel Novecento risultava in semi-abbandono ed era usato come polveriera dentro le mura. Alcune foto antiche mostrano che il castello all'interno delle mura, possedeva un palazzo del Settecento. Durante la battaglia di Ortona nel 1943, il castello saltò in aria, e tutta la parte superiore, incluso il palazzo, andò persa. Nel 1946 una frana dello sperone di tufo sopra cui poggia il castello, danneggiò ancora di più il maniero, inghiottendo ampie porzioni di mura e due torri circolari.
Il castello restò abbandonato fino ai primi anni novanta, quando fu restaurato completamente. Si conservano il fossato verso il borgo di Terravecchia, le due torri possenti a cilindro e le mura perimetrali. L'interno è stato adibito a giardino belvedere verso il mare.

#### Castello Caldora e Mura Caldoriane
Le Mura Caldoriane circondavano tutto il vecchio borgo di Terravecchia (la zona della Cattedrale di San Tommaso Apostolo e del castello aragonese), e della Terranova (zona del Palazzo Farnese e del corso Vittorio Emanuele). Possedevano anche delle porte di accesso, tra le quali Porta Caldari di Piazza Repubblica. Nel XIX secolo tuttavia, per ampliare la città, le mura furono quasi del tutto demolite. Restano ancora alcune tracce in via Gabriele D'Annunzio, legate alle case fortificate del borgo di Terravecchia, nonché la Torre Baglioni. Furono fortificate nel XV secolo dal condottiero abruzzese Jacopo Caldora, su strutture angioine preesistenti, quando conquistò il feudo.

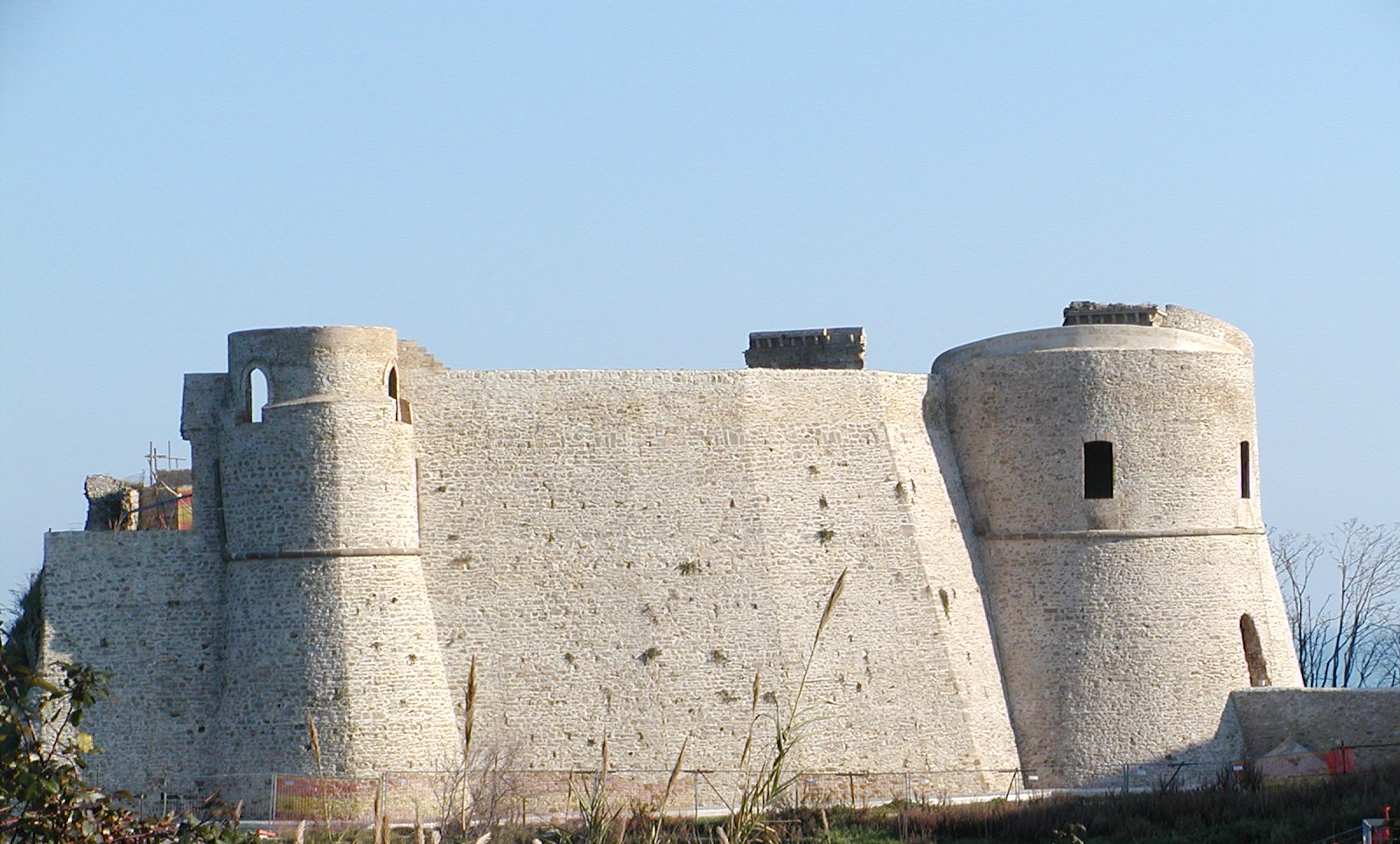
Il castello aragonese da via Gabriele d'Annunzio, zona Parco Ciavocco

La carta dell'abate Pacichelli di Ortona mostra come l'opera muraria definiva la città di Terravecchia con il vertice nel castello aragonese, e anche l'agro di Terranova con il vertice a Porta Caldari. Le mura avevano 6 porte, oggi scomparse, due nel quartiere della Marina presso il castello, poi Porta Bucciaria o del Carmine presso Piazza del Plebiscito. La porta era una delle poche sopravvissute, presente ancora nel 1799, come dimostrano anche le incisioni, avente un arco a tutto sesto e sommità merlata. Proprio da questa porta penetrarono i francesi nel febbraio dell'anno per assaltare la città. Gli altri ingressi erano Porta San Giacomo o Santa Maria, in via Dommarco tra il convento di Santa Maria delle Grazie e il bastione di Giacomo Caldora, poi Porta Caldari all'ingresso del corso Vittorio Emanuele, e Porta Santa Caterina presso il monastero.
Il Castello Caldora risale al XV secolo, fu costruito da Jacopo Caldora ed è situato in via Dommarco. Fa parte delle mura difensive medievali e infatti più che un castello è un bastione fortificato con una robusta torre merlata. Fortunatamente scampato ai bombardamenti della Seconda guerra mondiale, il castello è ben conservato e ospita la Cantina Farnese. Possiede anche frantoi ipogei. La base è quella di un bastione a scarpa, al cui centro sorge il torrione rettangolare con bucature ad intervalli regolari e merlature in sommità. Una parte del bastione è visibile anche all'interno del borgo, fuori dalla via delle mura, da dove si accede all'interno. Si accede anche da un portale presso il bastione esterno.

### Quartiere medievale di Terravecchia
Il nucleo più antico di Terravecchia è rintracciabile tra il Parco Ciavocco e il corso Matteotti, assieme al Vico Bonelli e alla Torre Baglioni del XIII secolo, lungo il viale Gabriele d'Annunzio. Il vico è proprio accanto alla Cattedrale, ed è uno snodo stradale tipico delle ruette, le vie di comunicazione più strette e ardue da percorrere, costruite apposta: se la città fosse stata assediata, i militari vi sarebbero restati intrappolati. Il Corso Matteotti risale al XV secolo nell'aspetto attuale, assieme alla via di Ripa Grande (1882), poi Passeggiata Orientale. Uno snodo verso il mare è la via Leone Acciaiuoli, che comprende il settecentesco Palazzo De Benedictis (Versij-Castiglione), e soprattutto il Palazzo Corvo del XVII secolo, dove nacque il compositore Francesco Paolo Tosti. Vi sono anche i palazzi dei Mené (XVIII secolo), dei Colangelo (XVII secolo), dei Pugliesi (metà XVII secolo) e il palazzo Rosica-De Sanctis (XVII-XVIII secolo), antistante la Cattedrale. A fianco vi è il Palazzo Mancini, del XVI secolo, dove nel 1586 vi morì Margherita d'Austria, trasferitasi ad Ortona per l'edificazione del Palazzo Farnese, compiuto qualche secolo dopo la sua morte.

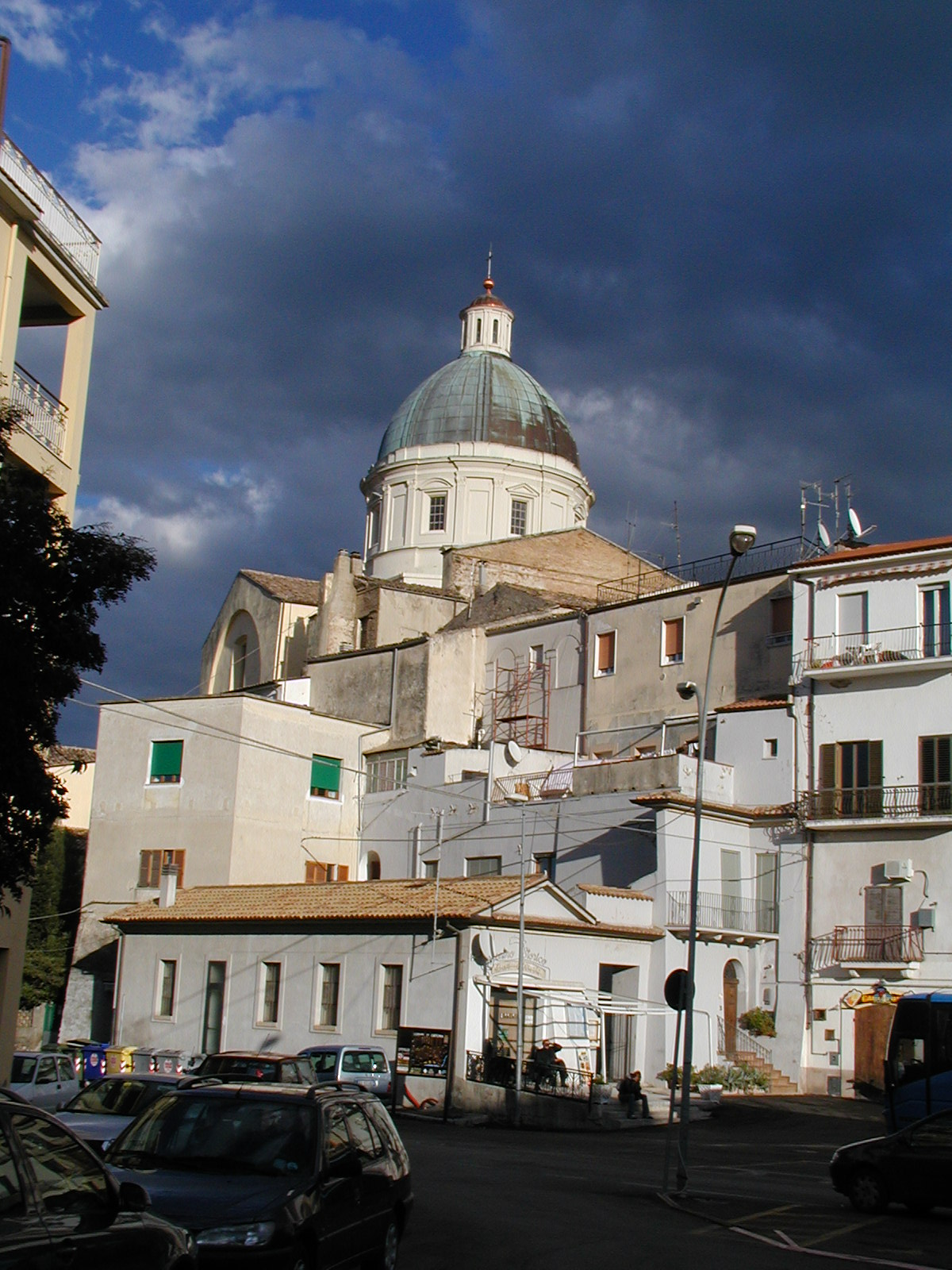
Scorcio di quartiere Terravecchia (via Gabriele D'Annunzio), con la cupola della Cattedrale. La zona è quella delle mura Caldoriane e della Torre Baglioni

Dominante sul quartiere è la Cattedrale di San Tommaso Apostolo. Fu costruita sul sito di un antico tempio romano. Distrutta dai Normanni nel 1060, fu ricostruita. Dopo che un terremoto ne aveva provocato la distruzione, che in quel periodo aveva interessato le regioni meridionali della penisola italica, venne nuovamente ricostruita e riaperta al pubblico il 10 novembre 1127 e dedicata a Santa Maria degli Angeli, come risulta dall'epigrafe conservata nell'annesso museo diocesano. Dal 6 settembre 1258 custodisce le ossa di san Tommaso apostolo. Il navarca ortonese, il pio Leone Acciaiuoli, insieme con i commilitoni, riportò sulla galea il corpo dell'Apostolo e la pietra tombale, dall'isola greca di Chio. Chio rappresentava uno spazio del secondo fronte di guerra, dove la flotta ortonese composta da tre galee, si era recato a combattere, al seguito dell'ammiraglio di Manfredi, Filippo Chinardo. Da quella data la basilica diventa centro di preghiera, richiamo di pellegrini, ma anche oggetto di varie distruzioni.
Il 17 febbraio 1427 in questa chiesa è stata solennemente proclamata la pace tra le città di Lanciano e Ortona patrocinata da San Giovanni da Capestrano. Infatti il borgo, essendosi notevolmente sviluppato, rivaleggiava da almeno un secolo con Lanciano, che benché fosse una città dell'entroterra, aveva il possedimento di terre nel feudo di Sanctus Vitus (San Vito Chietino), e desiderava costruirvi un porto.

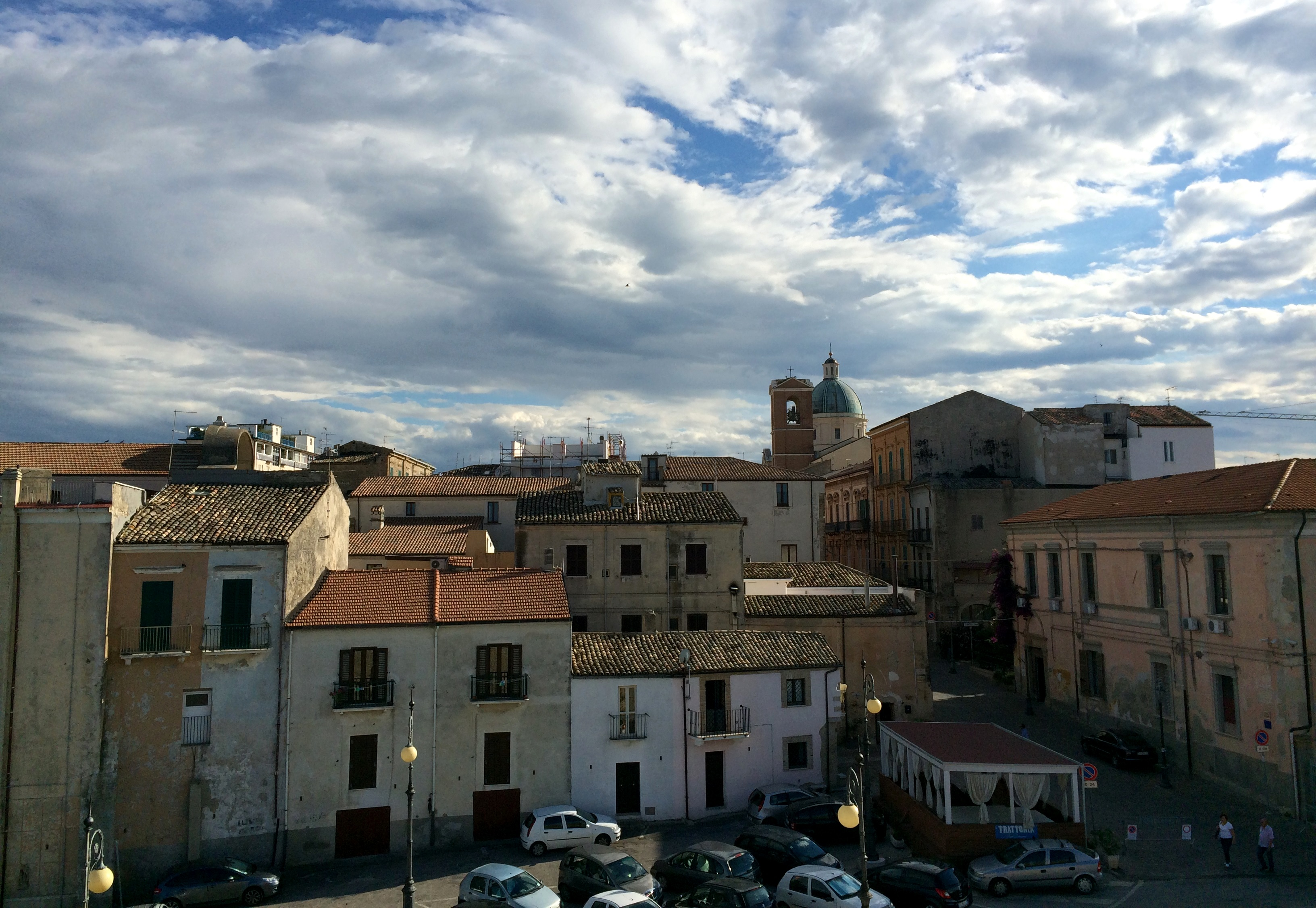
Il rione Terravecchia visto dal castello aragonese

Per la prima metà del Quattrocento il borgo fu proprietà del condottiero Jacopo Caldora, appena uscito vittorioso dalla Guerra dell'Aquila contro Braccio da Montone (1423), appoggiando la causa angioina. Jacopo rinsaldò notevolmente le mura di cinta di Ortona, tanto che furono definite, fino all'800, "Mura Caldoriane", che abbracciavano tutta la zona di Ripa Grande e viale D'Annunzio, collegandosi al castello medievale.
Nel 1452 Alfonso d'Aragona ottenne il feudo di Ortona e modificò notevolmente l'impianto del maniero sul pizzo, dotandolo di nuove mura e di torri circolari, tipiche delle fortificazioni aragonesi.
Nel 1566 la Cattedrale e tutta la zona di Terravecchia subirono l'assalto dei Turchi di Piyale Pascià. Il castello resistette alla distruzione, ma da quel momento il borgo fu fortificato nuovamente, e furono rinsaldate le attuali torri Baglioni-Ricciardi. Nella zona furono costruite la Torre del Moro in località San Donato, e a Lido Riccio la Torre Mucchia.
Il quartiere era terra anche dei Padri Conventuali dell'Ordine Francescano. Ne sono conferma l'ex convento agostiniano e il campanile dell'ex chiesa di San Francesco, risalente al XIII secolo. Presso l'ex convento fu costruito l'attuale Palazzo De Benedictis, dove nacque Luisa De Benedictis nel 1839, madre di Gabriele D'Annunzio. Un altro palazzo di rilievo è il Gervasoni del XVII secolo.
Tali palazzi risalgono all'epoca barocca, quando già la funzione delle mura e di alcune chiese cominciava a scemare, essendo ormai cessate le scorrerie, ed essendo i centri un feudo stabile del Regno di Napoli. Nell'800 cominciò l'abbattimento delle mura, per l'inglobamento nelle case, ancora oggi visibili, nella fusione fra mattoni, mura, laterizio e altro materiale nella via Gabriele d'Annunzio. Rimase in piedi la Porta Bucciara o del Carmine, che collegava il convento di Santa Maria delle Grazie (XVI secolo) alla città, ma poi anch'essa fu smantellata e rimase il toponimo "Piazza Carmine".

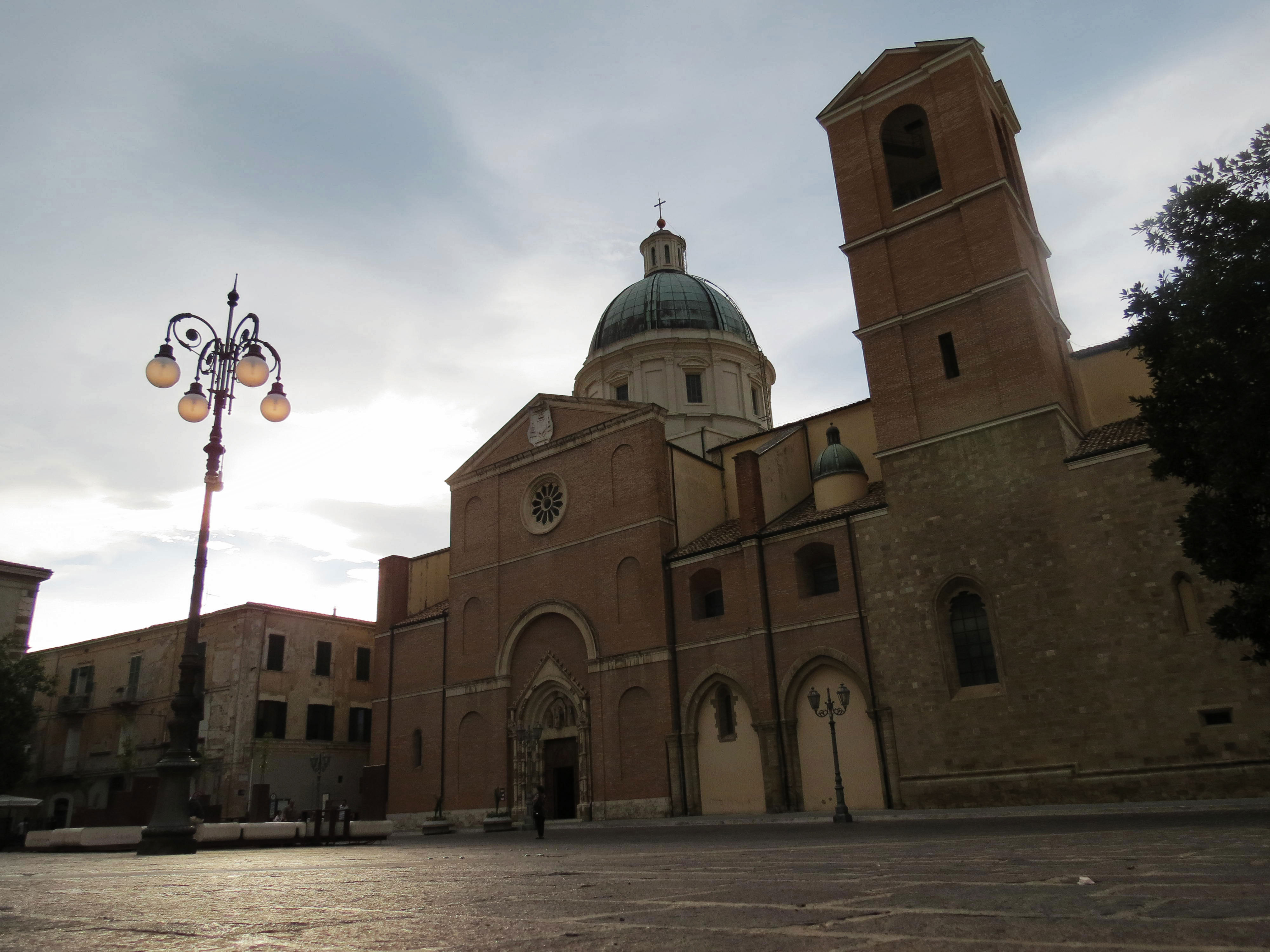
Piazza San Tommaso

Durante la seconda guerra mondiale, nella battaglia di Ortona (20-25 dicembre 1943), gran parte della Terravecchia andò irrimediabilmente perduta. Fu danneggiata la zona del Vico Bonelli, nonché metà Cattedrale, fatta saltare in aria dai tedeschi per distruggere la Torre Civica, possibile punto d'avvistamento da parte degli alleati. Il castello, usato all'epoca come polveriera, facilmente saltò in aria: tutta l'area interna del palazzo baronale fu distrutta, e inoltre nel 1946 uno smottamento della falesia tufacea inghiottì una porzione del perimetro murario trapezoidale. La Terravecchia, dopo la ricostruzione del 1948, versò in stato di decadenza, fino alla ripresa intorno al 2003, quando fu fondato al Palazzo Corvo l'Istituto Nazionale Tostiano, e partirono i lavori di restauro della torre Baglioni e del castello aragonese, conclusi nel 2009. Un tratto delle mura, quello del cosiddetto "Castello Caldora", è stato restaurato da privati, e oggi ospita la Cantina Farnese.

#### Torre Baglioni
Sita in via G. D'Annunzio 4, presso la porta della Marina, ai margini delle mura caldoriane. Fu dei Bernardi, dei Salzano-De Luna, infine dei Baglioni. Questi ultimi dopo l'unità d'Italia si trasferirono a Chieti. La torre è conosciuta anche come Torrione del Carmine per la presenza del convento e attualmente, dopo il restauro del 2013, è detta Torre della Loggia. In antichità dominava Punta Pizzuta della città frentana, dove si trovava l'approdo portuale, venne realizzata con pietra arenaria e laterizio, appartenne nel XIII secolo ai Bernardi. Presenta un impianto quadrangolare sviluppato su tre livelli, per la continua ricostruzione e fortificazione della stessa, durata sino alla metà del XV secolo con il restauro aragonese delle mura. A tale periodo risalgono le archibugiere, le bertesche e le merlature aggettanti per impedire gli assalti.
Nel 1780 la torre passò ai marchesi Salzano De Luna, e nell'Ottocento ai Baglioni di Civitella Messer Raimondo. Nel XX secolo fu della famiglia Grilli, e poi dei Valentinetti. Ultimi proprietari furono i Gaetani e i Granata, finché non cadde in abbandono, già danneggiata nel 1943. La torre fu recuperata nel 2005 con l'acquisto dei De Martino, e in collaborazione con la Soprintendenza, i lavori di restauro si sono conclusi nel 2013.
La torre ha due ingressi, uno che conduce a vico Bonelli con gli angiporti medievali, e l'altro si affaccia su via D'Annunzio: esso è un fabbricato interconnesso con Palazzo de Bernardis, ed è collegata a resti di un recinto murario del pianoro, ossia la cinta fortificata di Giacomo Caldora. Al XIII secolo risale la parte collegata con il palazzo, voluta dai De Bernardis.

#### Torre Mucchia

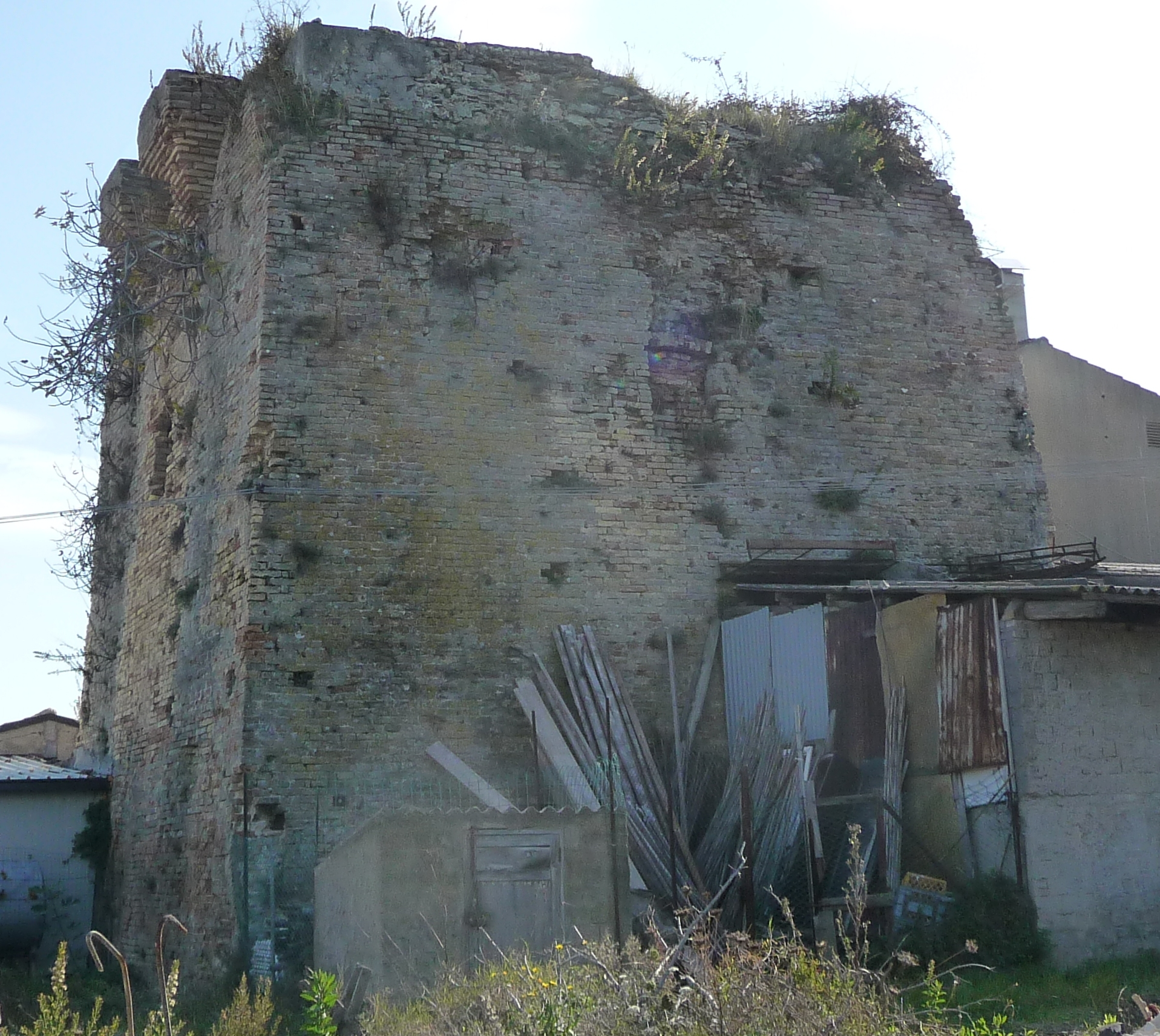
Torre Mucchia (Ortona)

Sita a 4 km da Ortona, sul promontorio nei pressi del Lido Riccio, nella Contrada San Marco. È a struttura a piramide troncata a base quadrata in mattoni. Fa parte della lunga serie di torri costiere del Regno di Napoli, che difendevano il litorale dalle invasioni ottomane. Fu fatta costruire nella seconda metà del XVI secolo dal viceré di Napoli don Pedro Afán de Ribera. Nel XVIII secolo venne trasformata come dogana. Da segnalare la notizia che nell'XI secolo (precisamente nel 1055) un Castello di Mucchia, che aveva giurisdizione anche sul porto e sulle attività di pesca che vi si svolgevano, nonché sull'approdo delle navi commerciali, è indicato tra i possedimenti che il conte Trasmondo III di Chieti dona al monastero di San Benedetto di Montecassino; al suo interno si trovava anche una chiesa intitolata a San Biagio; il castello era così importante per l'abbazia di Montecassino che nel 1065 fu rappresentato sulla porta bronzea voluta dall'abate Desiderio tra i principali possedimenti territoriali dell'Italia centrale e nel 1085 il conte di Chieti lo riottiene in enfiteusi dall'abate di Montecassino fino alla terza generazione; nel 1097 è di nuovo tra i possedimenti diretti di Montecassino, come attesta la sua presenza nella bolla di conferma dei beni dell'abbazia inviata da papa Urbano II all'abate cassinense Oderisio: il toponimo è però qui cambiato in "castello Mucchia di S. Quirico" e tale risulta ancora nel 1105.

#### Torre del Moro
La torre si trova sull'ansa destra della foce del fiume Moro, in località San Donato. Fu costruita nel XVI secolo per rispondere agli attacchi turchi, dato che Ortona fu saccheggiata nel 1566, ma essendo fondata in un terreno limaccioso, già nel secolo successivo fu dichiarata pericolante. Nel Novecento alcune foto la ritraggono in stato di abbandono, ma con un lato ancora intatto, lasciando supporre che fosse a impianto quadrato con mura a scarpa, e coronamento superiore forse con caditoie e merli. Dopo i bombardamenti della battaglia di Ortona nel 1943, rimane solo la parte della base in piedi.

### Archeologia
- Pietra di Morrecine: si trova in contrada Morrecine, e appartiene all'epoca romana del II secolo a.C. Probabilmente apparteneva a un tempio, a un mausoleo funebre del I secolo, oppure a una successiva chiesa cristiana. Del Blocco è da ammirare un arco al centro, che secondo gli storici potrebbe appartenere anche a una camera funebre del tempio.
- Pietra del Tomolo: è adagiata sull'ingresso del Palazzo Farnese, e risale all'epoca romana. Si tratta originariamente di un blocco con tre basi circolari scavate per la misura dei cereali, e nel Medioevo la pietra fu riutilizzata come "pietra della vergogna" per coloro che erano esposti al pubblico ludibrio, quando non potevano pagare i debiti.
- Fondaci del porto aragonese: si trovano presso il faro moderno, e risalgono al XV secolo, e vi sono stati ritrovati anche materiali risalenti all'epoca italica.

### Cimitero militare canadese

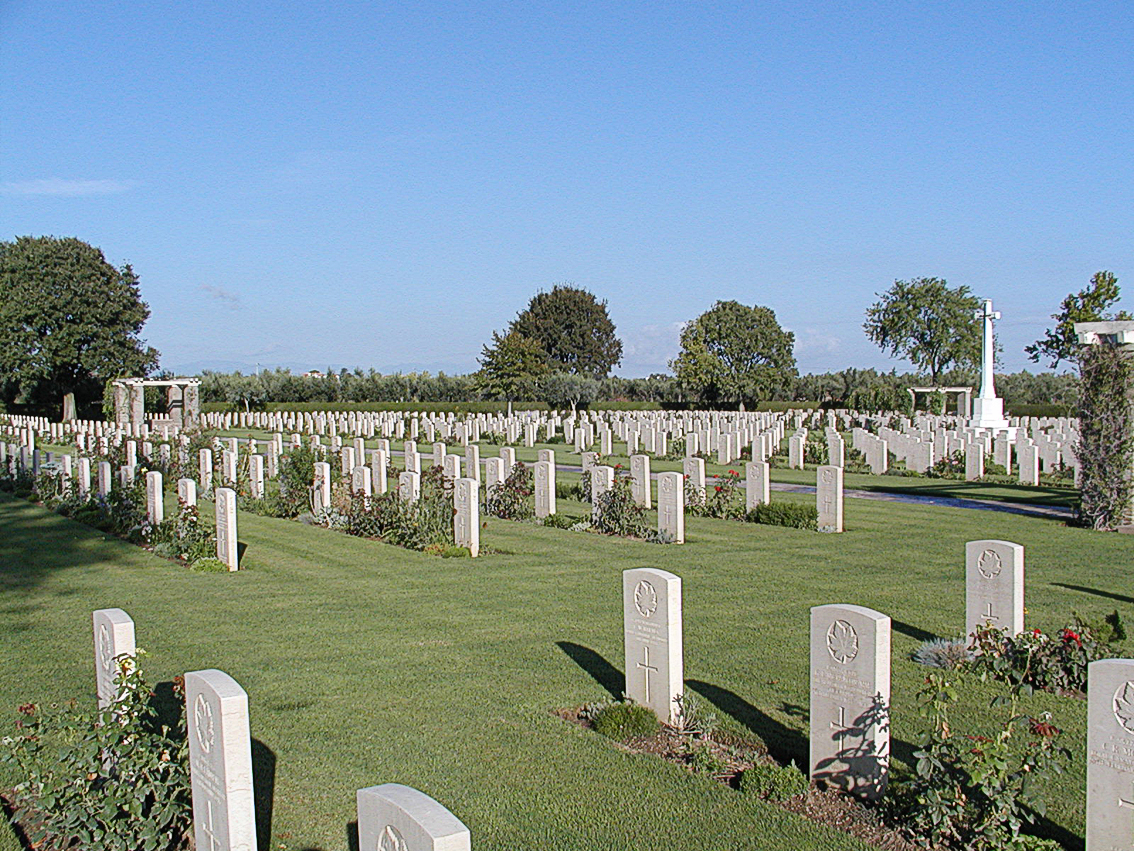
Moro Canadian War Cemetery

Si trova in contrada San Donato, ed è stato costruito nel 1946 per ricordare le vittime di guerra dei soldati Alleati, impegnati nella battaglia di Ortona del '43 contro i tedeschi. Esso fu realizzato nel gennaio del 1944 dal Corpo canadese, dopo che i caduti militari vennero ammassati in fosse provvisorie in seguito alla fine della battaglia nel 1943. Il cimitero è accessibile dall'arco della chiesa di San Donato, composto da mura con un sacrario centrale decorato da croce, e disposizione lineare in file parallele delle tombe, ognuna uguale all'altra, con lo stemma della bandiera canadese, e il nome del defunto. Un cimitero militare coevo, però dei Britanni, si trova nella campagna di Torino di Sangro, verso Vasto.

### Aree naturali

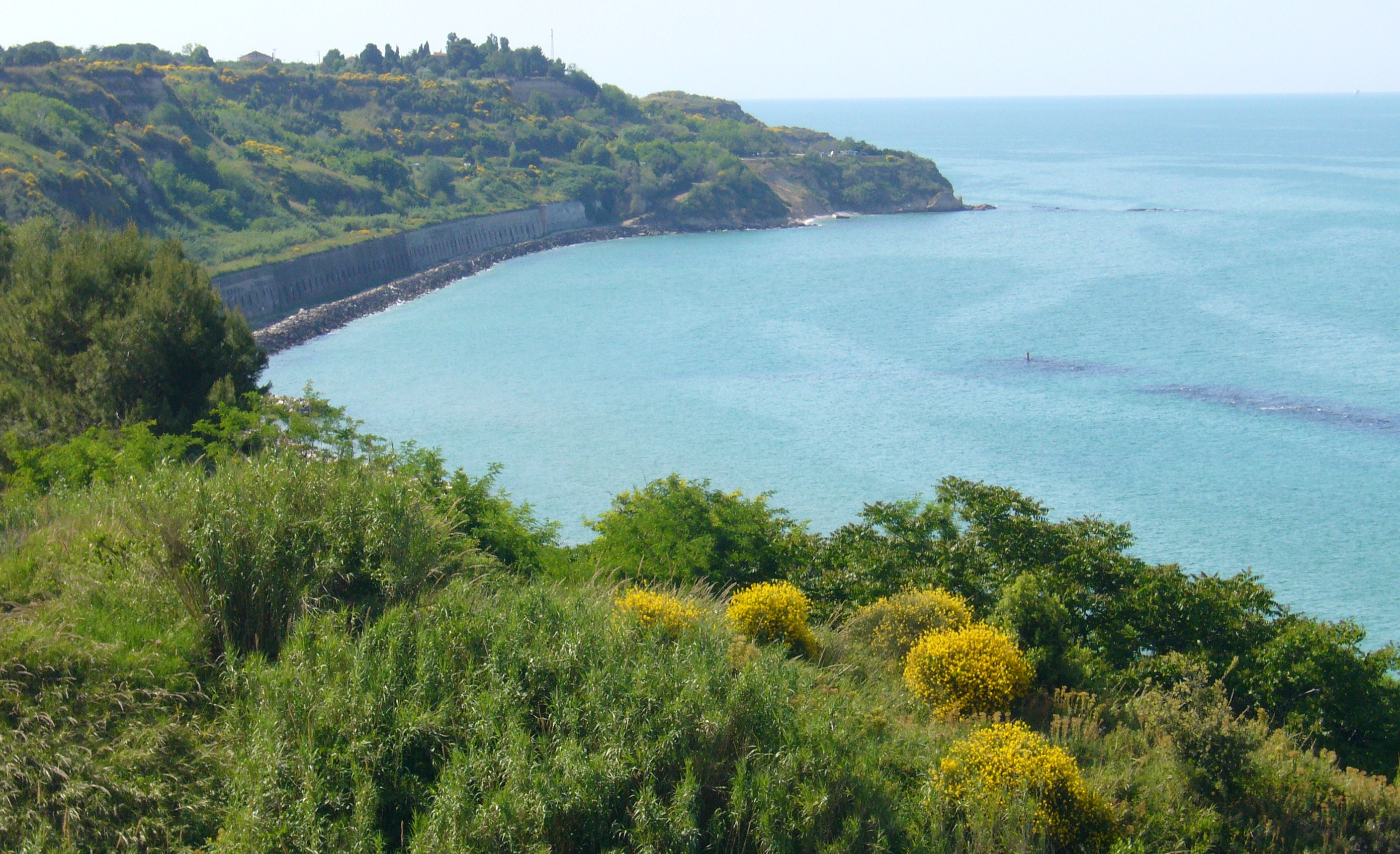
Punta Ferruccio vista da Ripari di Giobbe

- Giardino pubblico Sant'Anna: si trova nella piazzetta dei Donatori del Sangue, ossia accanto all'ex convento di Sant'Anna in via Garibaldi. Il giardino è stato ricavato da un antico orto del convento, ed è dotato di una fontana centrale, di piante, di giochi per i bambini, e della storica sala da ballo Eden, oggi punto informativo.
- Costa dei Trabocchi: si tratta di un lembo costiero a forte impatto naturale, che parte dalla zona sud di Ortona fino a Vasto Marina, caratterizzato dalla spiaggia naturale a tratti sassosa e a tratti sabbiosa, e dalle macchina da pesca in legno detti "trabocchi".
- Parco Ciavocco: parco pubblico recuperato completamente nel 2017 con nuove piantate, e percorso pedonale a scale, che scende direttamente alla spiaggia sassosa sottostante, nell'ambito di progettazione della pista ciclopedonale Corridoio Verde Adriatico. Si trova su viale d'Annunzio accanto al castello.
- Punta dell'Acquabella - Pineta San Donato: area di flora che si trova in contrada San Donato presso il pizzo tufaceo, a nord della foce del Moro. Vi si trovano la spiaggia, un borgo di pescatori, i resti della torre del Moro (XVI secolo) e della basilica di San Marco (IX secolo)
- Punta Ferruccio: promontorio situato in località Ripari di Giobbe a nord di Ortona, tra le spiagge naturali meglio conservate e più suggestive del comune.
- Ripari di Giobbe: località a nord di Ortona, divenuta area marina protetta per la presenza di macchia mediterranea, divenuta anche sede di un camping village estivo.
- Lido Saraceni: si trova nel piccolo golfo del porto ortonese, così denominato per lo sbarco dei Turchi nel 1566. Vi si trovano il porto e la stazione ferroviaria.

## Società

### Evoluzione demografica
Abitanti censiti

### Etnie e minoranze straniere
Al 31 dicembre 2023 la popolazione straniera era di 1 186 persone, pari al 5,42% dei residenti.

### Tradizioni ed eventi

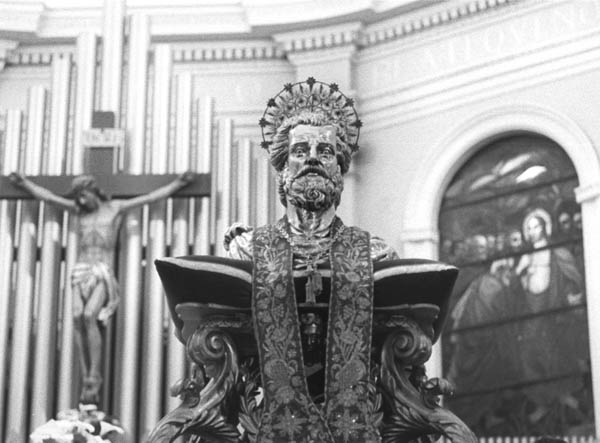
Busto reliquario di San Tommaso Apostolo nell'omonima Basilica, patrono della città

Festa patronale di San Tommaso Apostolo o del PerdonoLa prima domenica di maggio ricorre la festa di San Tommaso Apostolo, patrono di Ortona. Durante i festeggiamenti, che durano di solito 3 giorni, si svolge il Perdono, caratterizzato da una processione in cui le persone sono vestite con abiti tipici e portano doni a San Tommaso e giorni in cui si può accedere all'indulgenza plenaria. Le reliquie di San Tommaso Apostolo sono conservate nella concattedrale.
Corteo storico di Margherita d'AustriaEsso è stato inaugurato nell'anno 2018, con celebrazione il 3 agosto. Si tratta di una sfilata per il centro della città in costumi tipici del viceregno spagnolo, e si rievoca l'ingresso in città nel 1584 della duchessa Margherita d'Austria, che comprò Ortona, vi istituì la sede del potere, e vi morì due anni dopo.
Processione del Venerdì SantoSi tratta di un evento molto sentito a carattere religioso, che coinvolge il centro storico e le principali vie, con le due processioni provenienti dalla Cattedrale di San Tommaso e dalla chiesa della Madonna delle Grazie.
Festival Suoni d'AbruzzoFestival estivo che coinvolge le principali città abruzzesi, a Ortona si tengono importanti concerti al Teatro Vittoria con pezzi del compositore Francesco Paolo Tosti.
Premio Basilio CascellaConcorso annuale di pittura moderna che si svolge nelle sale del Palazzo Farnese.
Festa dell'Assunta e di San RoccoSi festeggia il 14 agosto, festa prevalentemente religiosa, che si svolge in Piazza Porta Caldari e Via Costantinopoli.

## Cultura

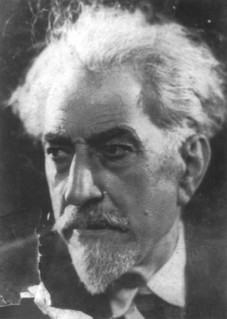
Basilio Cascella

Teatro Vittoria in notturna

Ortona visse un periodo culturale molto forte tra la fine dell'800 e l'inizio del '900 grazie ad artisti quali Francesco Paolo Tosti, Gabriele D'Annunzio e Basilio Cascella. I primi due facevano parte del circolo di Francesco Paolo Michetti, e nella città ortonese Tosti compose alcune arie nel Palazzo Corvo (oggi sede del Museo Musicale d'Abruzzo), nonché brani per alcune poesie di d'Annunzio: tra le opere si ricordano Vorrei morire!, Caro ideale, A vucchella. Sempre sulla figura del Tosti e di Michetti è stato tratto un film di Guido Brignone nel 1939, chiamato Torna caro ideal, dove si ripercorrono le vicende giovanili del compositore tra Roma, l'Abruzzo e Londra, e infine al convento Michetti a Francavilla. Gabriele D'Annunzio, che conoscerà il Tosti negli anni '80 dell'Ottocento, ambientò anche alcune storie delle Novelle della Pescara (1902) a Ortona, e un pezzo del romanzo Il trionfo della morte (1894),
La famiglia Cascella invece si occupò del settore pittorico, aderendo alla corrente di realismo, tradotta nella tradizione abruzzese della ceramica, in cui Basilio raffigurava scene di vita agreste e bozzetti marinareschi ispirati all'attività dei pescatori. Il figlio di Basilio, Tommaso Cascella, lavorò a Pescara, ma si adoperò anche per la pittura ex novo degli interni della Cattedrale, con scene sacre, nella ricostruzione post bellica, ma realizzò anche il Monumento ai Caduti Civili della Guerra presso il cimitero comunale, e insieme a Michele progettò delle geometrie, che sono state riproposte della nuova pavimentazione del Corso Vittorio Emanuele, realizzata nel 2010-11.

Dopo la guerra, a Basilio Cascella venne dedicata la Pinacoteca d'Arte Moderna nel Palazzo Farnese, che conserva vari suoi dipinti e qualche terracotta, e a Tosti l'Istituto Nazionale Tostiano nel Palazzo Corvo - corso Matteotti.

### La Maggiolata ortonese
La Maggiolatanacque come festa canora il 3 maggio 1920 a Ortona, nel cosiddetto "Lunedì del Perdono" per le feste in onore del patrono San Tommaso apostolo, col nome di "Piedigrotta Abruzzese". Nel 1921 fu ribattezzata "Maggiolata", perché il festival nacque in maggio. Il 6 maggio 1920, nella conferenza presso la Sala Eden (belvedere Francescopaolo Tosti) nacque l'organigramma del festa, per volere di Annunciata Spinelli (moglie del poeta Luigi Dommarco). Gli autori più rilevanti della Maggiolata furono Luigi Dommarco, Guido Albanese, Antonio Di Jorio, Cesare De Titta, Evandro Marcolongo e Luigi Illuminati. Il fine della Maggiolata era, da una parte, di conservare le tradizioni abruzzesi, e, dall'altra, di rinnovare le canzoni popolari per filoni, quello della serenata, quello malinconico, quello scherzoso degli stornelli, quello celebrativo ed evocativo. La coppia Albanese-Dommarco scrisse, dal 1914 al '17, grandi successi come Campène a 'llegrezze, Chi scià bbindette Urtòne, Ti vuojje bene e Canzone de la guerre (per ricordare gli ortonesi caduti al fronte durante la Grande guerra).
Le canzoni venivano cantate lungo il corso Vittorio Emanuele partendo da Largo Farnese, e risalendo sino a Porta Caldari, il coro seguiva un pianoforte con il maestro, trascinato da un carretto, le canzoni ottennero un immediato successo, a cominciare da Campène a 'llegrezze. La canzone Che scià bbindette Urtone fu cantata presso casa Dommarco, presso l'ex hotel Moderno, e riscosse subito successo. Ti vuojje bene fu composta per un ballo nella Sala Eden per il Capodanno 1915. Purtroppo, specialmente per il sopravvenire della seconda guerra mondiale, che arrecò gravi danni a Ortona, il festival della Maggiolata subì numerose interruzioni, per concludersi poi nel 1978.
Fu un momento irripetibile per lanciare la cultura popolare musicale abruzzese fuori dal panorama provinciale e regionale, in quegli anni Ortona divenne il centro pulsante, insieme a Francavilla e Pescara, della tradizione abruzzese, con il favore anche di artisti già affermati, quali Michetti, Cascella, D'Annunzio, e il Tosti, che aveva già introdotto il tema della Maggiolata alla fine dell'800, rimusicando dei pezzi anonimi d'ambito popolare.

### Musei
- Museo Capitolare: il museo diocesano presso la Cattedrale, che raccoglie pezzi d'arte d'interesse, come rilievi, bassorilievi, lapidi, e tele tratte dalle chiese, e la meridiana dell'orologio della torre civica distrutta nel 1943.
- Museo Civico d'Arte Contemporanea - Pinacoteca Cascella: importante museo d'arte che raccoglie gran parte delle tele realizzate da Basilio Cascella, opere del figlio Michele Cascella, e qualche ceramica. Ospitato nel Palazzo Farnese, all'ultimo piano.
- Museo musicale d'Abruzzo e Archivio Francesco Paolo Tosti: situato nel Palazzo Corvo, raccoglie molto del materiale del compositore, nonché pezzi musicali di tradizione abruzzese.
- Museo della battaglia di Ortona: ospitato nell'ex convento di Santa Caterina d'Alessandria, è stato allestito nei primi anni 2000 e offre un dettagliato percorso storico delle vicende belliche che coinvolsero Ortona, e possiede anche materiale usato dai soldati e dai generali donato dagli stessi reduci, oltre ad armature e granate rinvenuti sul campo di battaglia-
- Museo Ex Libris Mediterraneo: sempre ospito nel Palazzo Farnese, è un'importante collezione raccolta da Remo Palmirani, composta di 2900 esemplari di volumi che spaziano dal primo Novecento fino agli autori contemporanei. Sono aggiunti altri volumi comprati dal Comune nel 2005, nelle mostre degli artisti Umberto Giovannini, Peter Velikov, Ettore Antonini e Nalija Cernetsova. Un'altra sezione comprende volumi provenienti dal Concorso Ex Musicis Liuteria del Mezzogiorno.
- Museo Storico Militare[19]

### Istruzione
Le principali scuole di Ortona sono:
- Liceo scientifico "Alessandro Volta" - via Santa Liberata[20]
- Istituto Nautico Superiore "Leone Acciaiuoli" - via Mazzini[21]
- Istituto Tecnico Commerciale "Luigi Einaudi" - contrada Santa Liberata, prima nello stabile dell'ex convento dei Domenicani in via San Domenico[21]
- Liceo classico "Alessandro Volta" - via Papa Giovanni XXIII[22]
- Istituto Professionale Industria e Artigianato ” A. Marconi” - via Papa Giovanni XXIII[21]

### Teatro

Facciata del Teatro "Francesco Paolo Tosti"

Il principale teatro è il Teatro Vittoria, dedicato anche a Francesco Paolo Tosti, che ideò il progetto. Esso fu ripreso nel 1922 alla morte del musicista e avviato nel 1929. Ceduto il terreno nell'area dell'ex convento di Sant'Anna, il teatro fu completato nel 1930, divenuto un vero gioiellino artistico nel panorama teatrale abruzzese, ispirato nell'architettura all'accademismo classico diffusosi in quegli anni, progettato dall'ingegner Pincione. La famiglia dell'ingegnere nel 1969 cedette la gestione del teatro ai D'Alleva, che però con la perdita d'interesse per l'opera teatrale negli anni del boom economico, esso cadde in degrado. Dichiarato nel 1990 di importante interesse, fu sottoposto a disposizioni di tutela, e vennero avviati i lavori di restauro, che presero slancio nel 1999. Anche in epoca recente il teatro è stato restaurato, con grande partecipazione della cittadinanza ortonese, tornando ad essere un cenacolo culturale e punto di riferimento della città, con concerti anche all'aperto e all'alba in eventi a tema.
Il teatro ha aspetto eclettico, in stile liberty, progettato come teatro d'opera, e ospita i principali eventi della città. Ha una struttura quadrata con facciata decorata da vetri dipinti e la statua della dea Vittoria al centro, ai lati estremi due avancorpi architravati sono più aggettanti di quello centrale, e la trabeazione di questi a timpano triangolare corre anche lungo la parte centrale, in modo lineare, con mensoline sottostanti. La porzione del corpo centrale è scandita da una cornice marcapiano con balconata che sorregge un piano mediano diviso in tre ingresso finestrati da doppie colonne a capitelli corinzi, e lo stesso vale per i tre ingressi alla base livello piano di calpestio. In cima ai due avancorpi laterali troneggiano statue bronzee di aquile, simbolo del fascismo, mentre appunto al centro si trova la Vittoria.

### Cucina
La nevola è il dolce per eccellenza di Ortona: buono a colazione, pranzo e cena è tra i simboli della città. Sembra che nel XIII secolo alcune suore del luogo pensarono di utilizzare l’utensile in ferro utilizzato per le ostie che dà ancora oggi forma e sostanza tipica alla nevola.
Il fegatazzo composto da fegato e diverse parti del maiale come la ventresca, il guanciale, la milza e il polmone, viene insaporito con aglio, sale, peperoncino e scorza d’arancia e insaccato in un budello naturale.
Un sugo denso, rosso vivo tendente al color aragosta è quello che contraddistingue invece uno dei piatti della tradizione marinara ortonese: l’ingrediente speciale sono i pelosi, granchi saporitissimi, dal carapace ricoperto di peluria setosa, molto rari da trovare.

## Geografia antropica

### Quartieri

#### Quartieri storici
Quertiere Terravecchia:

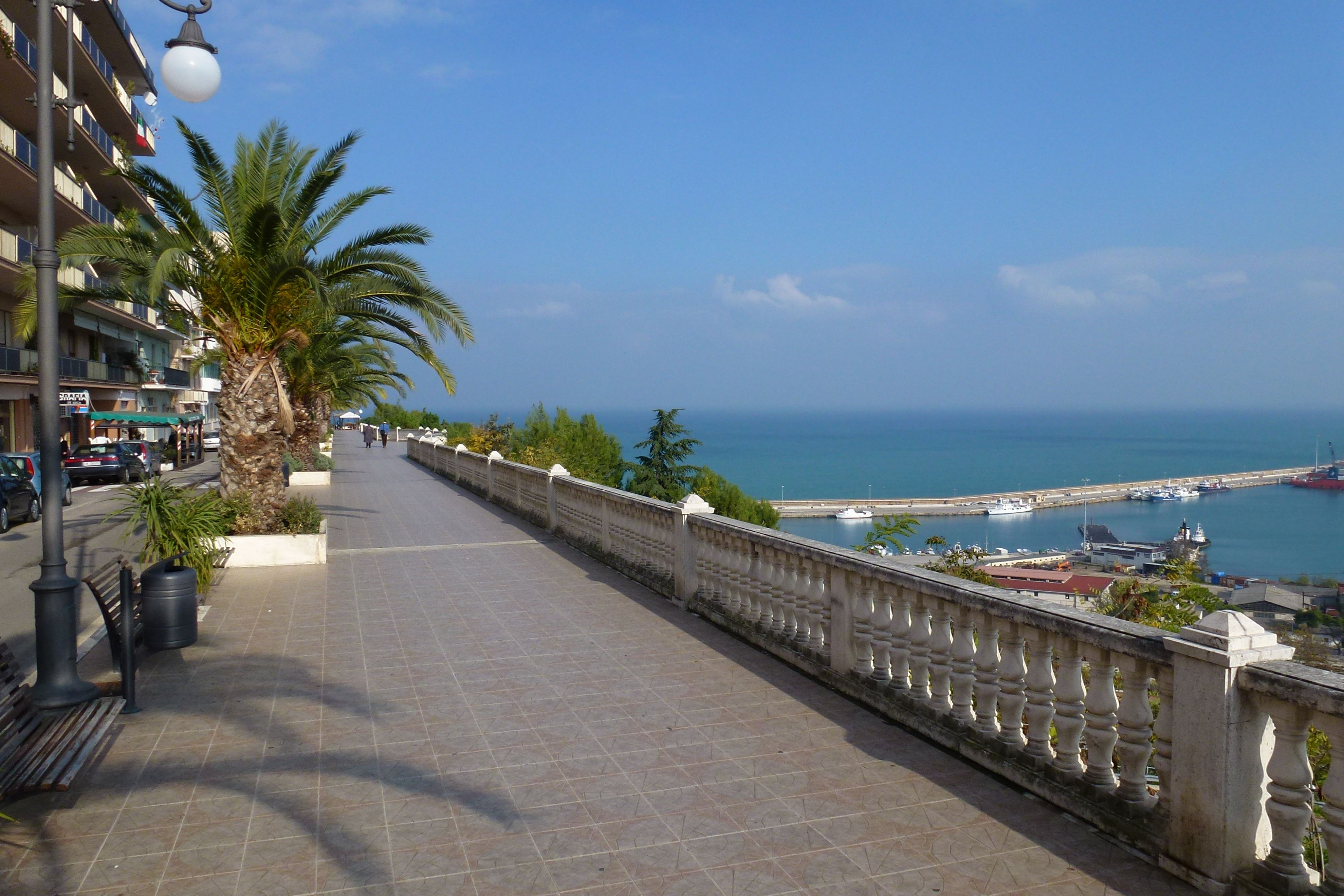
Passeggiata Orientale

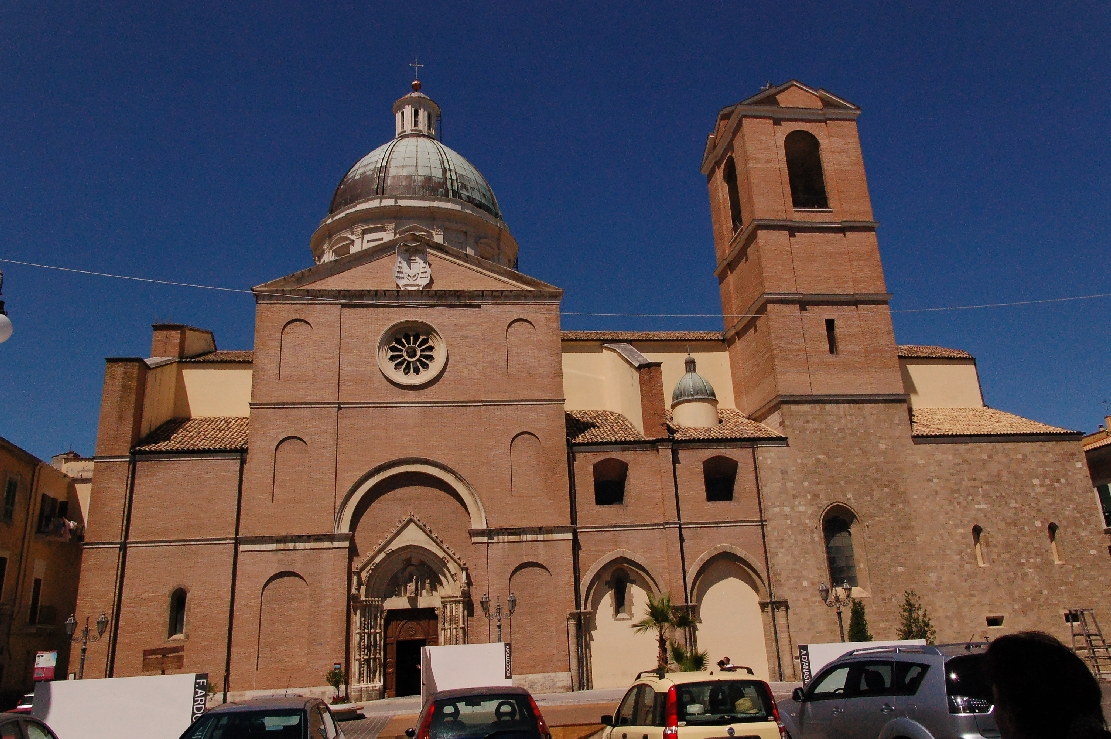
Piazza San Tommaso

Il centro principale di Ortona si divide nella parte storico-medievale che comprende il baricentro di Piazza San Tommaso con la cattedrale e il largo del castello aragonese, con la Passeggiata Orientale, e poi la direttrice del Corso Vittorio Emanuele con i palazzi storici affacciati, il belvedere Francesco Paolo Tosti, e il piazzale di Porta Caldari. La parte più antica è detta Terravecchia, benché il perimetro murario medievale sia stato completamente demolito alla fine dell'800, rimane leggibile la storica circonferenza perimetrale della Passeggiata Orientale (detto anche ex Corso Umberto I o Ripa Grande), che da Largo Farnese, dove si trovava anche il convento di San Francesco (Piazza Risorgimento), si allacciava insieme alla cinta di via G. D'Annunzio al castello aragonese, mediante due porte di accesso, una dal Porto, e l'altra dalla Marina. La cinta "caldoriana" (perché le mura furono rifatte nel XV secolo dal capitano Giacomo Caldora) è ben visibile lungo il tratto di via D'Annunzio, con case-mura, e torri, quali una unita alle case, e la Torre Baglioni, recentemente restaurata; la cinta muraria terminava con Porta Carmine presso Piazza del Plebiscito, nei pressi dell'attuale Palazzo Comunale.
Il fulcro principale della Terravecchia è Piazza San Tommaso, su cui prospettano la Cattedrale, la Casa di Leone Acciauoli, e il Palazzo Riccardi-Mancini, dove morì nel 1586 la duchessa Margherita d'Austria; le altre vie sono caratterizzate da angiporti medievali. La principale strada che attraversa la piazza, che collega il castello alla Piazza del Municipio, è il Corso Matteotti; altre strade sono via della Fortuna, via Acciaiuoli, via San Domenico e via Morosini. La popolazione estimata è di circa 500 abitanti
Quartiere Terranova:
La seconda porzione sviluppatasi nell'Ottocento è il quartiere Terranova, attraversato principalmente dal Corso Vittorio Emanuele, e poi dagli assi di via Garibaldi, via Giudea, via della Speranza, via Marconi, via Francescopaolo Cespa, la Passeggiata Francescopaolo Tosti. Sebbene cinta dalle mura di Giacomo Caldora, come ricordano i toponimi di Porta Santa Caterina presso l'omonima chiesa, e Porta Caldari, ossia l'ingresso al corso dal piazzale col Monumento ai caduti e con la chiesa di San Rocco, oggi di queste mura non rimane traccia, se non un grande torrione fortificato in via L. Dommarco. Un'altra porta ad ovest introduceva alla città da dietro il convento di Santa Maria degli Osservanti, ricostruito dopo i danni della guerra come parrocchia della Madonna delle Grazie, prospettante su Piazza San Francesco, provvista di ASL, ricavata dall'ex monastero, e con di fronte le scuole elementari costruite durante il fascismo. La popolazione estimata è di circa 1 500 abitanti

#### Quartieri moderni
- Quartiere Costantinopoli-Don Bosco: così chiamato per la presenza dal XV secolo della chiesa di Santa Maria di Costantinopoli e della via Don Bosco, oggi sede dell'Opera Salesiana. Il quartiere è diviso in due parti, come indica il suo nome: la prima, più antica, sviluppata attorno alla via Costantinopoli, esisteva già al tempo dell'unità d'Italia. La seconda più moderna, sviluppata negli anni '50, ha delle case più grandi e con più piani. Si è costruita principalmente attorno alle vie Don Bosco, Ruella Petrilli e Alessandrini. Questo quartiere ospita il cinema auditorium Zambra e l'oratorio salesiano Don Bosco. La popolazione estimata è di circa 1 500 abitanti.
- Quartiere di San Giuseppe: negli anni '50 il quartiere è divenuto il luogo di ricovero degli sfollati dalla guerra, dato che Ortona rimase quasi distrutta dai cannoneggiamenti dei canadesi contro i tedeschi. Le prime casette di emergenza vennero costruite sul diverticolo di viale Libertà, via Giovanni XXIII, via Tommaso Berardi, via Fiume e via Trieste. Nel 1960 fu inaugurata la parrocchia di San Giuseppe, da cui il nome del quartiere. Questa zona residenziale è attraversata dal Viale della Libertà, strada principale che porta all'ex Piazza della Vittoria (Porta Caldari); vi sono le attività di prima necessità ed è provvista del campo comunale di calcio e di alcune scuole secondarie. La popolazione estimata è di circa 1 500 abitanti.
- Quartiere Fontegrande: è sorto negli anni '90, nella parte Ovest di Ortona, quando è stato costruito il nuovo polo ospedaliero "Gaetano Bernabeo", con le attività di prima necessità. L'edilizia dei palazzi popolari ha interessato l'area di Piazza XXVIII Dicembre 1943, via Padre Leonardo Palombo, via Venezia e via Genova, dove si trova la nuova Parrocchia di San Gabriele dell'Addolorata. Il quartiere è ben collegato con località Santa Liberata, zona commerciale della città, dove nei primi anni 2000 è stato costruito il centro commerciale "Iper". Ci si conta un totale di 800 appartamenti e una popolazione di circa 3 500 abitanti facendone il quartiere più popoloso di Ortona.
- Quartiere della Madonna del Carmine: nato a nord del nucleo storico per via della presenza della chiesa e dell'ex convento della Madonna del Carmine, è un quartiere residenziale con diversi grandi palazzi. Vi si trova il cimitero comunale della città assieme all'ex convento della chiesa della Santissima Trinità. La popolazione estimata è di circa 2 000 abitanti.
- Quartiere della Madonna degli Angeli: quartiere popolare sito a sud dell'altro quartiere popolare di San Giuseppe. C'è la presenza di una chiesetta intitolata alla Madonna degli Angeli ha dato il nome all'omonimo quartiere. La popolazione estimata è di circa 200 abitanti.

Altra zona residenziale moderna è la strada di Viale Civiltà del Lavoro, che parte dal Viale della Libertà e arriva in contrada Stazione Caldari in cui si trova la cantina vinicola "Ortona", la principale della città. Troviamo pure a sud-est della città le contrade San Donato-Moro e Santa Lucia che hanno diverse abitazioni residenziali moderne.

### Frazioni
Molte frazioni, quali Villa Caldari, Villa Torre, Villa San Leonardo, Villa Iubatti, Villa Rogatti e Villa Grande hanno una storia antica, risalente al X secolo, soprattutto per quanto riguarda Caldari e la sua chiesa di San Zeffirino. I "villaggi" mantengono ancora oggi la tipica caratteristica di borghi con le case in laterizio e mattone cotto addossate l'una alle altre, eccettuate alcune località come Santa Lucia, Alboreto, Stazione Caldari, di nuova fondazione. Il nucleo industriale di Ortona per quanto riguarda la produzione agricola e vinicola è tutto concentrato lungo la ex strada statale Marruccina tra Stazione Caldari e San Martino.

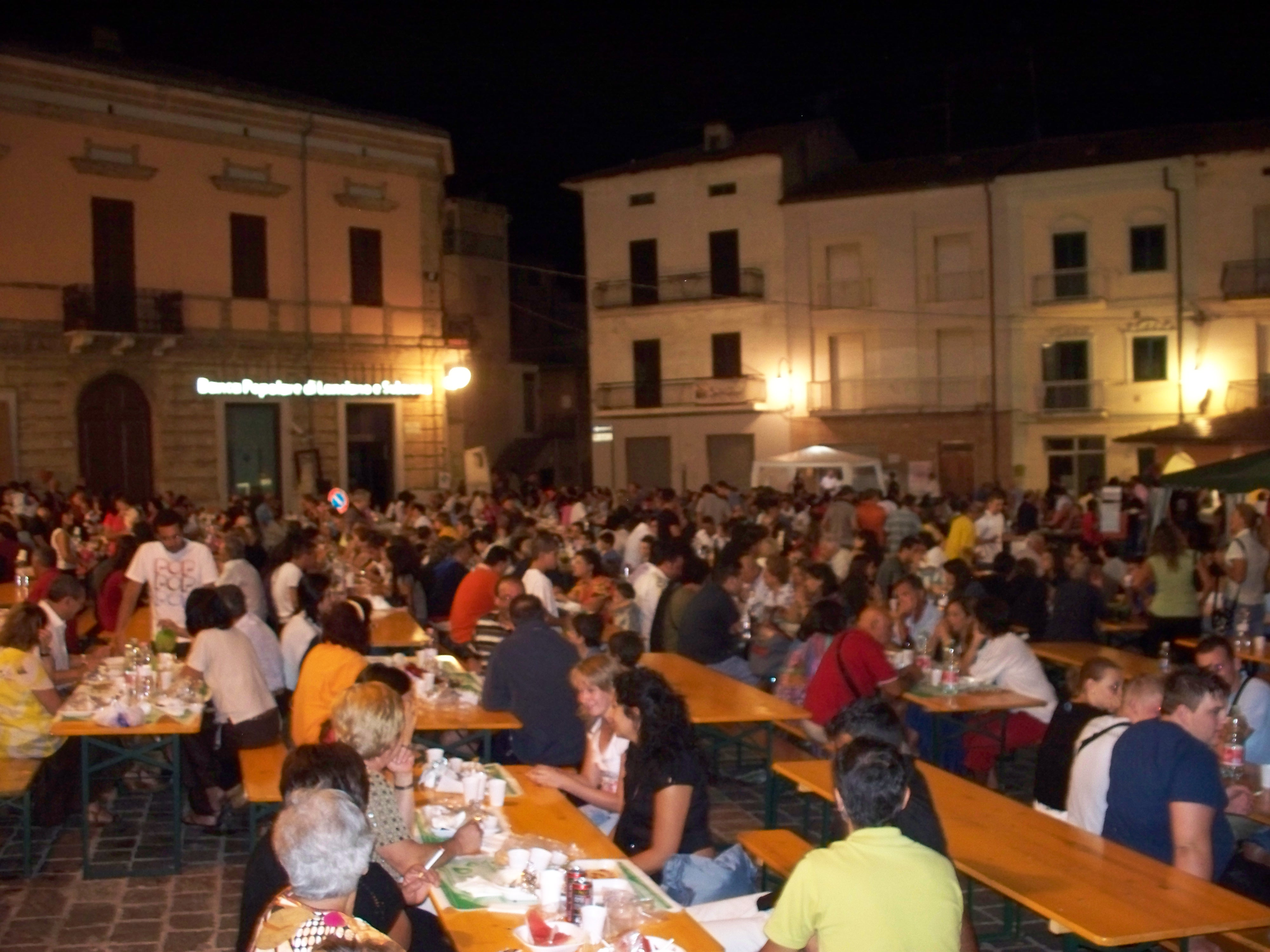
Piazza di Villa Caldari

Acquabella, Alboreto, Aquilano, Arielli, Bardella, Bavi, Brecciara, Caldari, Caldari Stazione, Cappellini, Casone, Ciampino, Civitarese, Colle Nudo, Colombo, Cornecchio, Croce di Bavi, Cucullo, Feudo, Fonticelli, Foro di Ortona, Fossato, Gagliarda Alta, Gagliarda, Ghiomera, Granciaro, Lazzaretto, Moretti, Morrecine, Peticcio, Piana Grande, Polidoro, Postilli, Quercia Antonucci, Ranchini, Riccio, Ripari di Bardella, Ripari di Giobbe, Ruscitti, San Donato-Moro, San Giuliano, San Marco, San Martino, San Pietro, Santa Liberata, Santa Lucia, Sant'Andrea, Sant'Elena, Saraceni, Savini, Schiavi, Tamarete, Taverna Nuova, Torre di Mene, Torre Foro, Torre Mucchia, Torre Pizzis, Vaccari, Villa Carlone, Villa Deo, Villa Grande, Villa Iubatti, Villa Iurisci, Villa Magna, Villa Panaro, Villa Pincione, Villa San Leonardo, Villa San Nicola, Villa San Tommaso, Villa Sarchese, Villa Rogatti, Villa Torre.

## Economia
Fino agli anni '50 l'economia ortonese si è sempre divisa tra l'agricoltura nell'entroterra, nelle zone di Villa Caldari, Villagrande e Villa San Leonardo, successivamente con la fioritura delle industrie, dagli anni '70 in poi le piane di San Martino, La zona industriale (San Martino-Alboreto) accoglie diverse aziende, la zona artigianale (Contrada Tamarete), accoglie anche essa diverse aziende più specializzate nell'artigianato. La zona portuale è sede di diversi cantieri navali, mercati ittici e sfruttamenti di alghe come la spirulina. Infine, nell'estremo Sud della zona industriale (Caldari Stazione) hanno sede aziende alimentari (cantine, spumantifici....) tra cui la succursale della De Cecco di Fara San Martino.
Il quartiere Santa Liberata-Fontegrande alla fine degli anni '90 diveniva zona a carattere commerciale con supermarket e grandi magazzini.

### Turismo
Alla città è stata conferita la Bandiera Blu d'Europa negli anni 2010, 2011, 2012 e 2013. Dispone del maggiore porto regionale per bacino, dimensione e movimento. Ortona è anche città del vino. Prevalentemente nota per il turismo balneare, e per le spiagge ancora a forte impatto naturale di Punta Ferruccio e Ripari di Giobbe, il turismo a Ortona è anche a carattere religioso per la presenza delle spoglie di San Tommaso apostolo; di recente anche il centro storico è stato rivalutato, con operazioni di restauro e recupero, iniziate dal 2009 con il castello aragonese, divenuta una delle principali attrazioni del turismo storico-artistico.

## Infrastrutture e trasporti

### Porti
Il porto di Ortona è uno dei più importanti di tutto l'Adriatico, ed è di gran lunga il principale porto dell'Abruzzo, per bacino, fondale e movimento. È sede di Capitaneria e Circomare. Il porto turistico è il quarto della regione dopo quelli di Pescara, Fossacesia e Giulianova con un totale di 210 posti barca.

### Ospedale
Per quanto riguarda i presidi ospedalieri, nella città di Ortona è presente l'ospedale Gaetano Bernabeo a Fontegrande.
Oltre all'ospedale vi ha sede un distaccamento della A.S.L. 2 Abruzzo che funge da distretto sanitario di base sito in piazza San Francesco accanto alla chiesa di Santa Maria delle Grazie.

### Trasporti

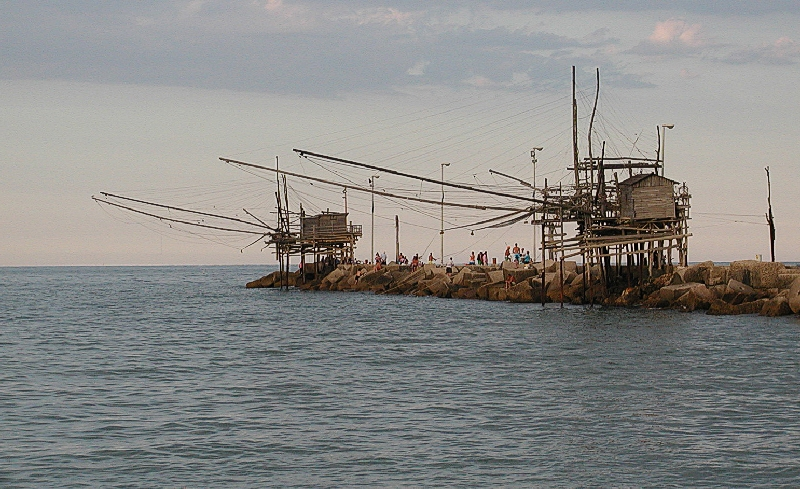
Due trabocchi nella località marittima di Ortona, nella zona della costa dei Trabocchi

#### Ferrovie
La stazione di Ortona, posta sulla ferrovia Adriatica, si trova nella zona del porto, poco distante dal centro.

#### Autobus
Le Autolinee Regionali Pubbliche Abruzzesi (TUA) effettuano collegamenti con Pescara e Chieti. Per muoversi dal centro verso le contrade e viceversa ci sono due ditte private: Napoleone Autolinee e Civitarese

## Amministrazione
| Periodo          | Periodo          | Primo cittadino          | Partito                                 | Carica                  | Note          |
| ---------------- | ---------------- | ------------------------ | --------------------------------------- | ----------------------- | ------------- |
| 1965             | 1970             | Francesco Di Stefano     | Democrazia Cristiana                    | Sindaco                 |               |
| 1970             | 1975             | Fulvio Della Loggia      | Democrazia Cristiana                    | Sindaco                 |               |
| 1975             | 1976             | Nino Pace                | Partito Socialista Democratico Italiano | Sindaco                 |               |
| 1976             | 1983             | Mimmo Bernabeo           | Partito Socialista Italiano             | Sindaco                 |               |
| 1983             | 1984             | Gabriele Moro            | Partito Socialista Italiano             | Sindaco                 |               |
| 12 maggio 1985   | 24 luglio 1990   | Alessandro Di Bartolomeo | Democrazia Cristiana                    | Sindaco                 |               |
| 24 luglio 1990   | 30 luglio 1993   | Alessandro Di Bartolomeo | Democrazia Cristiana                    | Sindaco                 |               |
| 2 ottobre 1993   | 22 giugno 1994   | Raffaele Sodano          |                                         | Commissario prefettizio |               |
| 22 giugno 1994   | 25 maggio 1998   | Gianfrancesco Puletti    | Alleanza Nazionale                      | Sindaco                 | [ 28 ]        |
| 25 maggio 1998   | 28 maggio 2002   | Gianfrancesco Puletti    | Alleanza Nazionale                      | Sindaco                 | [ 29 ]        |
| 28 maggio 2002   | 25 ottobre 2006  | Nicola Fratino           | Forza Italia                            | Sindaco                 | [ 30 ]        |
| 31 ottobre 2006  | 12 giugno 2007   | Vincenzo De Vivo         |                                         | Commissario prefettizio | [ 31 ]        |
| 12 giugno 2007   | 23 maggio 2012   | Nicola Fratino           | Forza Italia Il Popolo della Libertà    | Sindaco                 | [ 32 ]        |
| 23 maggio 2012   | 13 febbraio 2017 | Vincenzo d'Ottavio       | Partito Democratico                     | Sindaco                 | [ 33 ]        |
| 13 febbraio 2017 | 30 giugno 2017   | Domenica Calabrese       |                                         | Commissario prefettizio | [ 34 ] [ 35 ] |
| 30 giugno 2017   | 11 aprile 2024   | Leo Castiglione          | Liste civiche                           | Sindaco                 | [ 36 ]        |
| 12 aprile 2024   | 9 giugno 2025    | Gianluca Braga           |                                         | Commissario prefettizio | [ 37 ]        |
| 9 giugno 2025    | in carica        | Angelo Di Nardo          | Fratelli d'Italia                       | Sindaco                 | [ 38 ]        |

### Gemellaggi
- Cassino, dal 1991[39]
- Chio, dal 2008[40]
- Volgograd, dal 2013[41]
- Minturno, dal 2018[42]
- Campli, dal 2015[43]

## Sport

### Pallavolo
La più importante società sportiva ortonese è la Pallavolo Impavida Ortona, che ha militato in serie A2 nella stagione 2023-2024.

### Calcio
Le società calcistiche ortonesi iscritte alla FIGC sono la SSD Ortona Calcio e la ASD Victoria Cross Ortona, che militano rispettivamente nei campionati di Promozione e di Seconda Categoria. Nel circuito amatori UISP di Pescara figura invece la società Ortona City.

### Calcio a 5
La società di Calcio a 5 ortonese è denominata Tombesi C5 che prende il nome dal suo creatore. Milita nel campionato A2 Elite nella stagione 2024-2025.

### Pallacanestro
La principale società è l’Intrepida Basket Ortona 1960, che milita nel campionato di serie D regionale. Vi è presente anche la società Giò Basket Ortona militante in Promozione.

### Impianti sportivi
Lo stadio comunale di Ortona ha una capienza di circa 3100 posti, e nella stessa zona si trova un palasport con una capienza di 1200 posti, sede dell'Impavida Pallavolo Ortona. Sono inoltre attive le società Tombesi C5 e Ortona Sub. Nel territorio ortonese si trovano due circuiti automobilistici, uno dei quali è il Circuito Internazionale d'Abruzzo.

### Storia
- Fuga di Vittorio Emanuele III
- Linea Gustav
- Campagna del fiume Moro
- Battaglia di Ortona
- Cimitero militare canadese di Ortona
- Seconda Guerra Mondiale
- Abruzzo Citra
- Frentani